# Europa-Park
Europa-Park is sinds 1975 een attractiepark bij Rust in de Duitse deelstaat Baden-Württemberg. Thema is het werelddeel Europa met haar verschillende landen. In 2023 was het na het Disneyland Park in Parijs het best bezochte attractiepark van Europa. Naam en thema van het grootste attractiepark van Duitsland zijn een gevolg van de voorgenomen vestiging aan het meertje 'Europaweiher' die geen doorgang vond.
Het attractiepark is begonnen als 'etalage' om de producten van MACK Rides te tonen en groeide uit tot een resort met zes hotels, een camping en een waterpark. Alle onderdelen zijn met elkaar verbonden door pendelbussen en een monorail. Het attractiepark telt diverse themagebieden die ieder een bepaald Europees land verbeelden. Ook attracties verwijzen naar het desbetreffende land. Qua ontwerp en uitvoering heeft het park zich veelvoudig laten inspireren door het Amerikaanse Disneyland Resort en Walt Disney World Resort. Zowel qua attractie-aanbod als themagebieden zijn er overeenkomsten.

## Geschiedenis

### Het begin

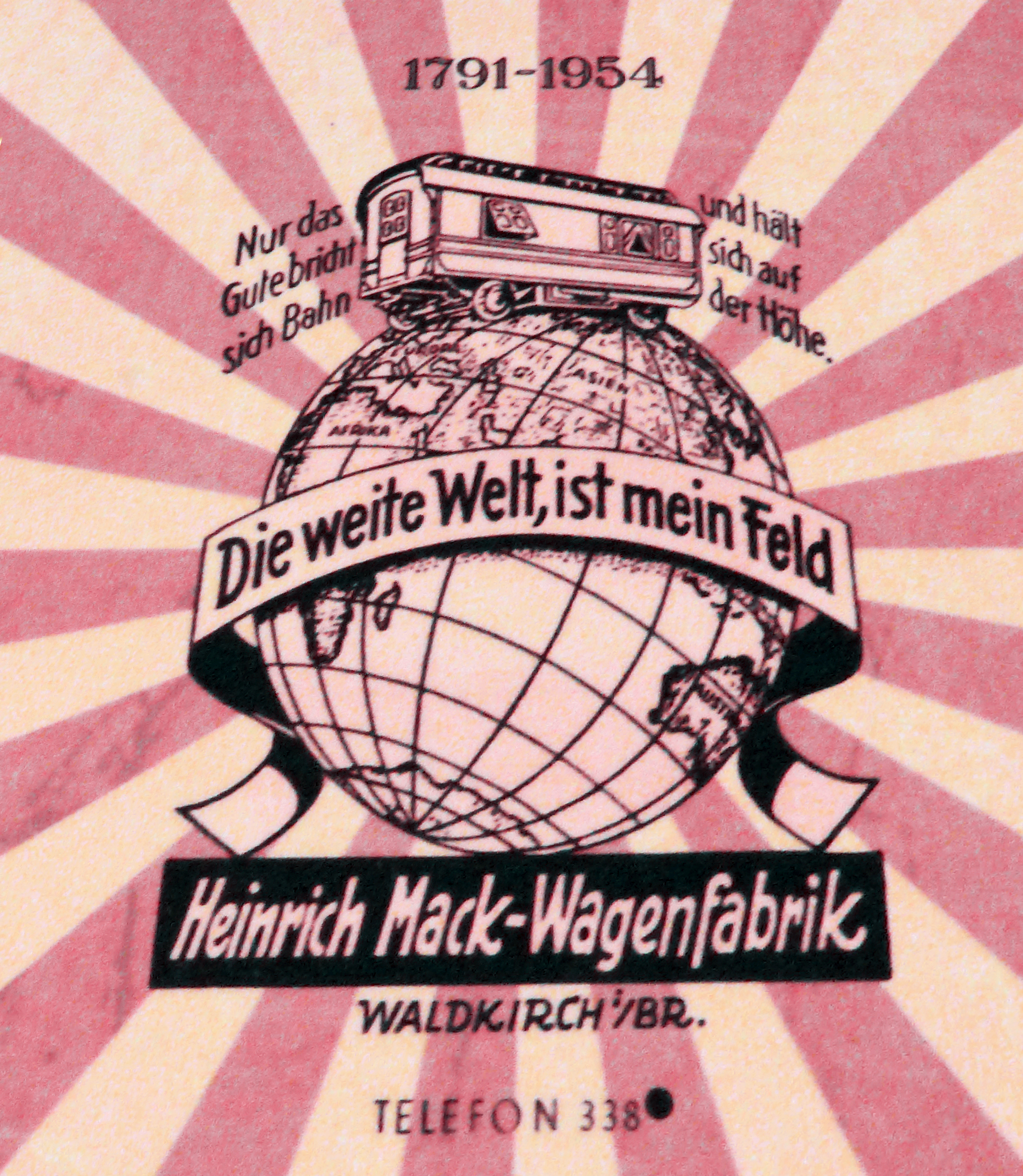
Voormalige advertentieposter 'Heinrich Mack Wagenfabriek'

Europa-Park is eigendom van de Duitse familie Mack. In 1780 richtte Paul Mack in het Duitse Waldkirch een bedrijf op dat houten koetsen bouwde. Honderd jaar later werden de werkzaamheden uitgebreid en ging het bedrijf zich richten op de bouw van wagens die geschikt waren om draaiorgels te vervoeren. Later kwamen daar ook wagens bij die geschikt waren voor kermis- en circusexploitanten.
In 1920 richtte de fabriek zich op het bouwen van kermisattracties. Dit resulteerde erin dat een jaar later de eerste houten achtbaan geproduceerd werd. In de jaren 1970 kwamen Franz Mack en zijn zoon Roland Mack op het idee om een attractiepark op te richten, nadat zij in het buitenland diverse attractieparken hadden bezichtigd, waaronder Disney-parken. Het idee achter het attractiepark was dat het een showroom moest worden, waarin de producten van het bedrijf (MACK Rides) getoond werden. Hiervoor had de familie eerst een locatie nabij Breisach am Rhein op het oog vlak bij het kunstmatige meer Europa-See. De gemeente verleende goedkeuring voor de bouw van een attractiepark. Deelstaat Baden-Württemberg was tegen omdat het meer en de omgeving nodig waren om overtollig water uit de rivier de Rijn op te kunnen vangen.
Een volgende mogelijkheid was een terrein van 20 hectare bij de plaats Neuenburg am Rhein direct grenzend aan de snelweg A5. Er moest dan een tunnel onder de snelweg aangelegd worden. Dit zou 1 miljoen DM kosten en dat vond men een te grote investering. De uiteindelijke locatie werd gevonden bij het dorp Rust, het betrof Slot Balthasar met daarbij een sprookjespark. De familie Mack kocht het geheel en nam ook een aantal dieren van het voormalige sprookjespark over.
Op 12 juli 1975 opende Europa-Park met twintig attracties, waaronder een monorail, midgetgolfbaan en rondvaartattracties. Rondom de midgetgolfbaan stonden miniatuurgebouwen opgesteld van diverse bekende gebouwen zoals de Eiffeltoren en het Palace of Westminster. In 1976 opende het park een oldtimerbaan. Twee jaar later openden de attracties: Jungle Rafts en Tiroler Boomstammen en ontving het park 1 miljoen bezoekers. In 1979 opende de boottocht Elfenfahrt en twee jaar later een draaimolen.

### Europese landen
Zeven jaar na de opening begon het attractiepark zich te richten op het thema Europese landen. In 1982 opende het themagebied Italië. Het eerste themagebied gebaseerd op het nieuwe thema. Het themagebied opende tezamen met twee darkrides: Geisterschloss en Ciao Bambini. Vanaf dat moment maakte het attractiepark duidelijk gebruik van de ervaringen en inspiratie die de familie Mack in Amerikaanse attractieparken had opgedaan. Een deel van de attracties die gebouwd werden in de jaren 80, waren duidelijk geïnspireerd op attracties in het Disneyland Resort en Walt Disney World Resort. Zo is het Geisterschloss gebaseerd op The Haunted Mansion en Ciao Bambini op it's a small world. Opvallend is daarbij dat het Walt Disney World Resort in 1982 het attractiepark Epcot opende. Een attractiepark dat grotendeels ook als thema landen heeft.
In 1983 opende de 76 meter hoge Euro-Tower. Deze uitkijktoren opende voor het eerst op de Münchenstein Grün 80, op de Kassel Bundesgartenschau 1981 (de Duitse Floriade) en op de Floriade 1982. Een jaar later in 1984 opende het themagebied Nederland. Tezamen met het Nederlandse themagebied opende Europa-Park Alpenexpress "Enzian", de allereerste achtbaan van het attractiepark. Een jaar later in 1985 opende in het Nederlandse themagebied de theekopjesattractie in Delfts blauwe kleurstelling. Ook opende datzelfde jaar de Schweizer Bobbahn. Echter nog zonder het themagebied Zwitserland. In 1987 opende het attractiepark Piraten in Batavia, de derde darkride in het attractiepark, die duidelijk geïnspireerd was op de Disney-attractie Pirates of the Caribbean.
In 1988 opende het themagebied Engeland, waarna een jaar later de spin 'n puke Jungfrau-Gletscherflieger opende. In 1990 werd overdekte achtbaan Eurosat voor het publiek geopend tezamen met het themagebied Frankrijk, waarin de attractie zich bevond. Eurosat was een blikvanger in het park vanwege de grote zilveren bol, waarin de attractie zich bevond. Ook deze attractie is gebaseerd op diverse Disney-attracties. De uitkijktoren Euro-Tower werd na de opening van het themagebied Frankrijk toegevoegd aan dit land. In datzelfde jaar ontving Europa-Park de Applause Award en versloeg daarmee de attractieparken Efteling en Busch Gardens Williamsburg in de finaleronde. Ook werden de themagebieden Wickieland en Lila Chocoland geopend. Het kindvriendelijke Wickieland werd in 2016 getransformeerd naar de kinderzone Ierland en in 1998 eindigde de Milka‑licentie waarna Lila Chocoland plaats maakte voor andere tijdelijke shows. In 2010 verdwenen de kenmerkende elementen van de chocolade‑themawijk, mede door de opening van Foodloop en de introductie van Historama voor de 35e verjaardag van het park.
In 1991 ontving het attractiepark 2 miljoen bezoekers. Ook opende de rapid river Fjord Rafting, het eerste gedeelte van het themagebied Scandinavië dat een jaar later geopend werd. Nog eens een jaar later, in 1993, werd het schommelschip Vindjammer aan Scandinavië toegevoegd. Het themagebied Zwitserland opende datzelfde jaar. In 1994 werd Spanje aan Europa-Park toegevoegd en opende in Frankrijk de darkride Universum der Energie, gebaseerd op een Disney-attractie. De monorail EP-express opende in 1995 met een aantal stations en diende als transportsysteem door het gehele park. Daarbij opende Europa-Park het eerste hotel. Het hotel El Andaluz met als thema Portugal was in een jaar tijd voor 87% volgeboekt. In 1996 opende het themagebied Duitsland. 
Twee jaar later in 1998 werd Rusland aan het park toegevoegd tezamen met de darkride Schlittenfahrt Schneeflöckchen. De in 1997 geopende achtbaan Euro-Mir geopend werd ook aan Rusland toegevoegd. Een jaar later opende het attractiepark een kampeer- en caravanterrein waar bezoekers konden overnachten. In 1999 werd Zwitserland uitgebreid met de achtbaan Matterhorn-Blitz en werd er begonnen met de bouw van een tweede hotel, het in Middeleeuwse stijl gebouwde hotel Castillo Alcazar. Grenzend aan Zwitserland opende in 2000 het themagebied Griekenland tezamen met twee attractie: Fluch der Kassandra en Poseidon. Ook werd in 2000 een bezoekersrecord van 3 miljoen verbroken. Het jaar daarop begon het park met een winteropenstelling. Voorheen was Europa-Park alleen van april t/m oktober geopend. 180.000 bezoekers bezochten de winteropenstelling van het park.
In 2002 wordt de achtbaan Silver Star aan het themagebied Frankrijk toegevoegd. Tien jaar lang was de attractie de hoogste achtbaan van Europa. Een jaar later werd het kampeerterrein uitgebreid met een tipi-dorp. In 2004 opende het derde themahotel van het park. Het hotel Colosseo in Italiaanse stijl. In 2005 kreeg Portugal een plek in het park met als blikvanger Atlantica SuperSplash. In 2007 opende het hotel Santa Isabel in Portugese stijl. Ook kreeg themagebied Griekenland de interactieve darkride Abenteuer Atlantis. De attractie werd ontworpen door Michel den Dulk, een oud-medewerker van de Efteling. Dezelfde Den Dulk ontwierp het themagebied IJsland dat in 2009 tezamen met de achtbaan Blue Fire Megacoaster opende. Een jaar later opende in IJsland Whale Adventures – Splash Tours. In 2010 werd de attractie Ciao Bambini omgebouwd en hernoemd tot Piccolo Mondo en werd het kampeerterrein uitgebreid met bebouwing in de stijl van het Wilde Westen. In datzelfde themagebied, Italië, opende in 2011 de hangende monorail Volo Da Vinci.

In 2012 opende Europa-Park een vijfde hotel, het hotel Bell Rock. Ook werd de achtbaan Wodan - Timburcoaster aan het themagebied IJsland toegevoegd. Een jaar later won Europa-Park een Thea Award. In 2014 opende het vrijwel overdekte themagebied Koninkrijk van de Minimoys. Het park week hierbij af van het landenthema. Blikvanger in het themagebied was de attractie Arthur. Een jaar later werd de attractie Whale Adventures – Splash Tours hernoemd naar Whale Adventures – Northern Lights. In 2016 verwelkomt Europa-Park het themagebied Ierland inclusief de achtbaan Ba-a-a Express.  

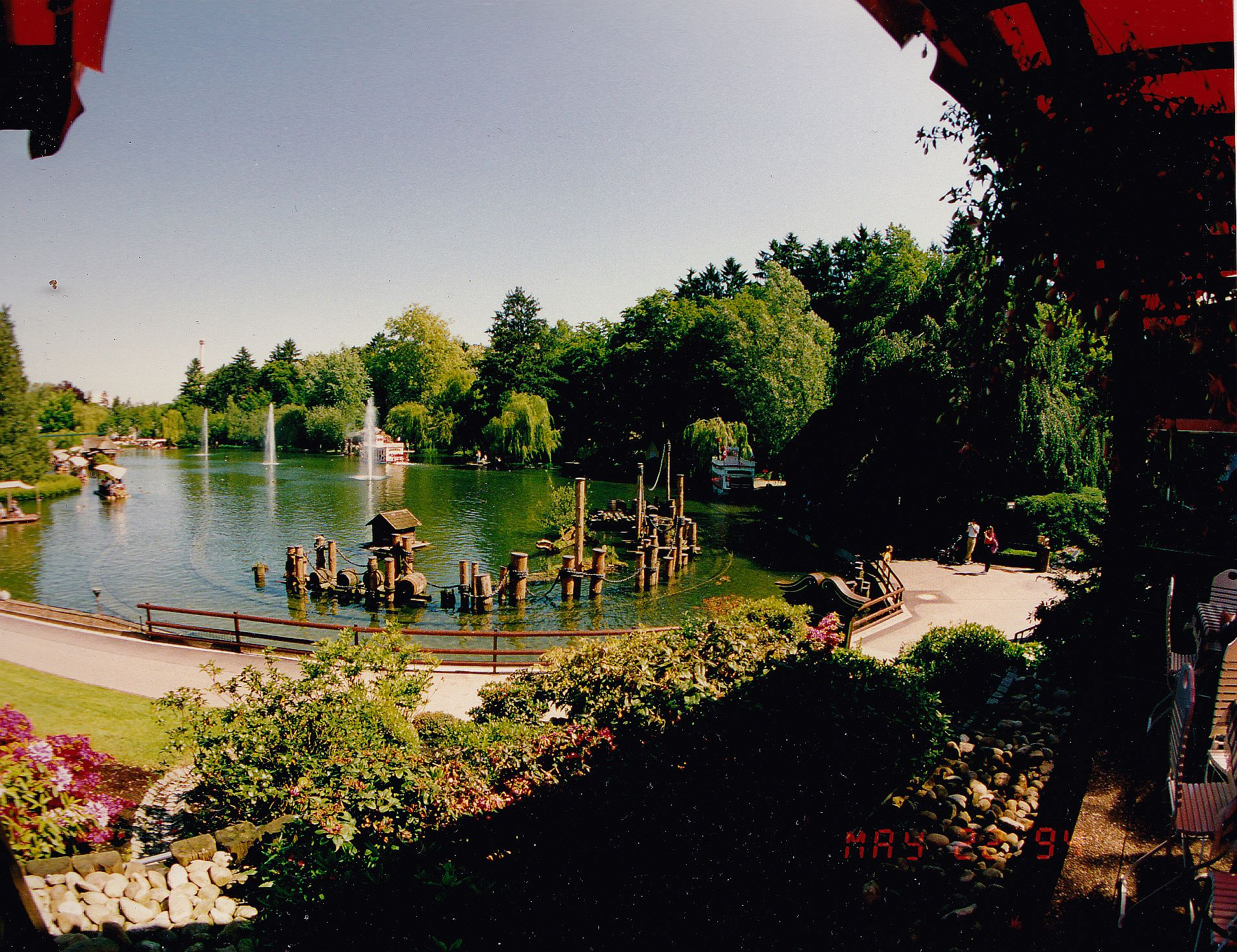
Uitzicht op het meer van Avonturenland in 1994.
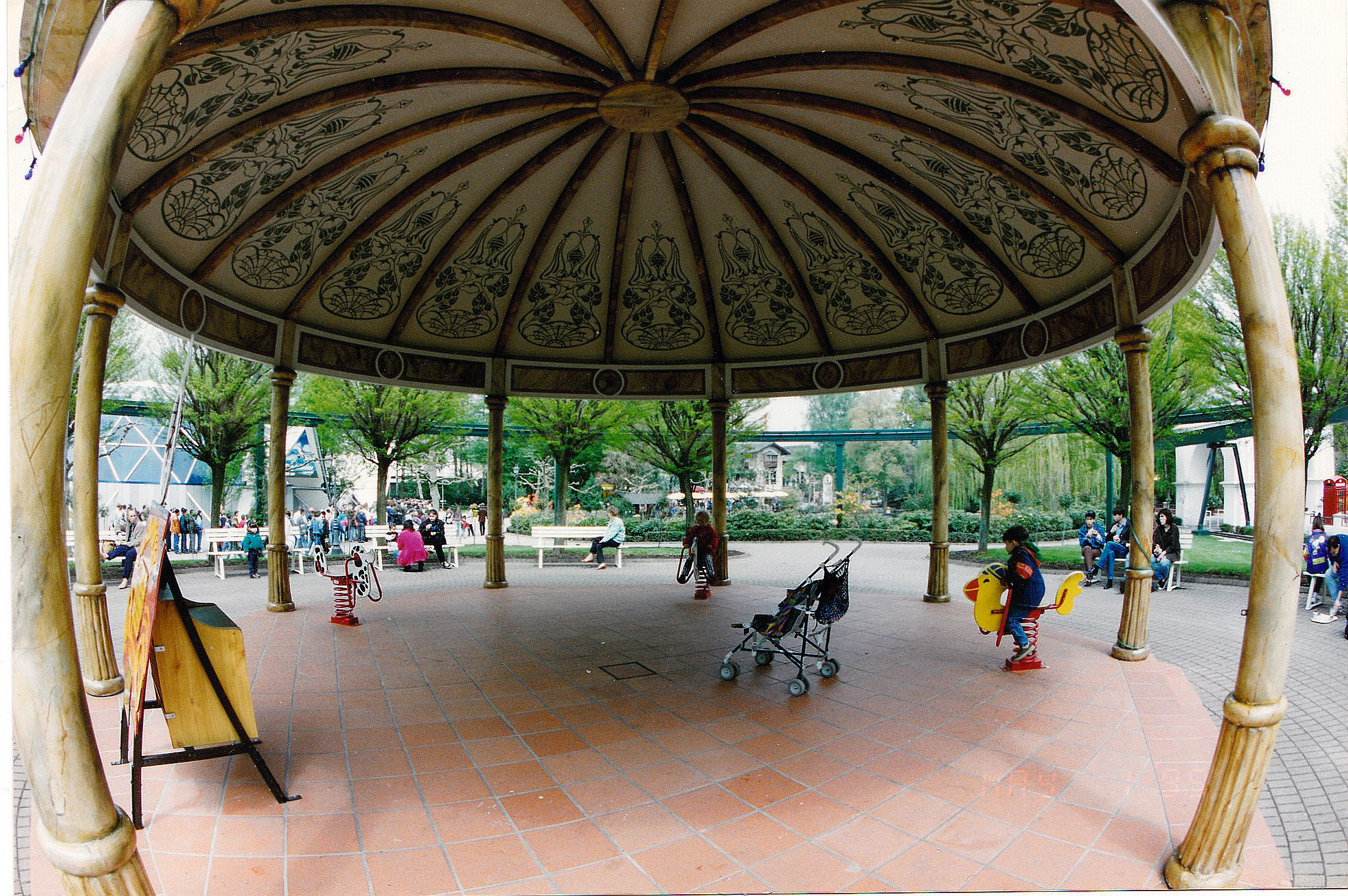
Themagebied Nederland in 1993.
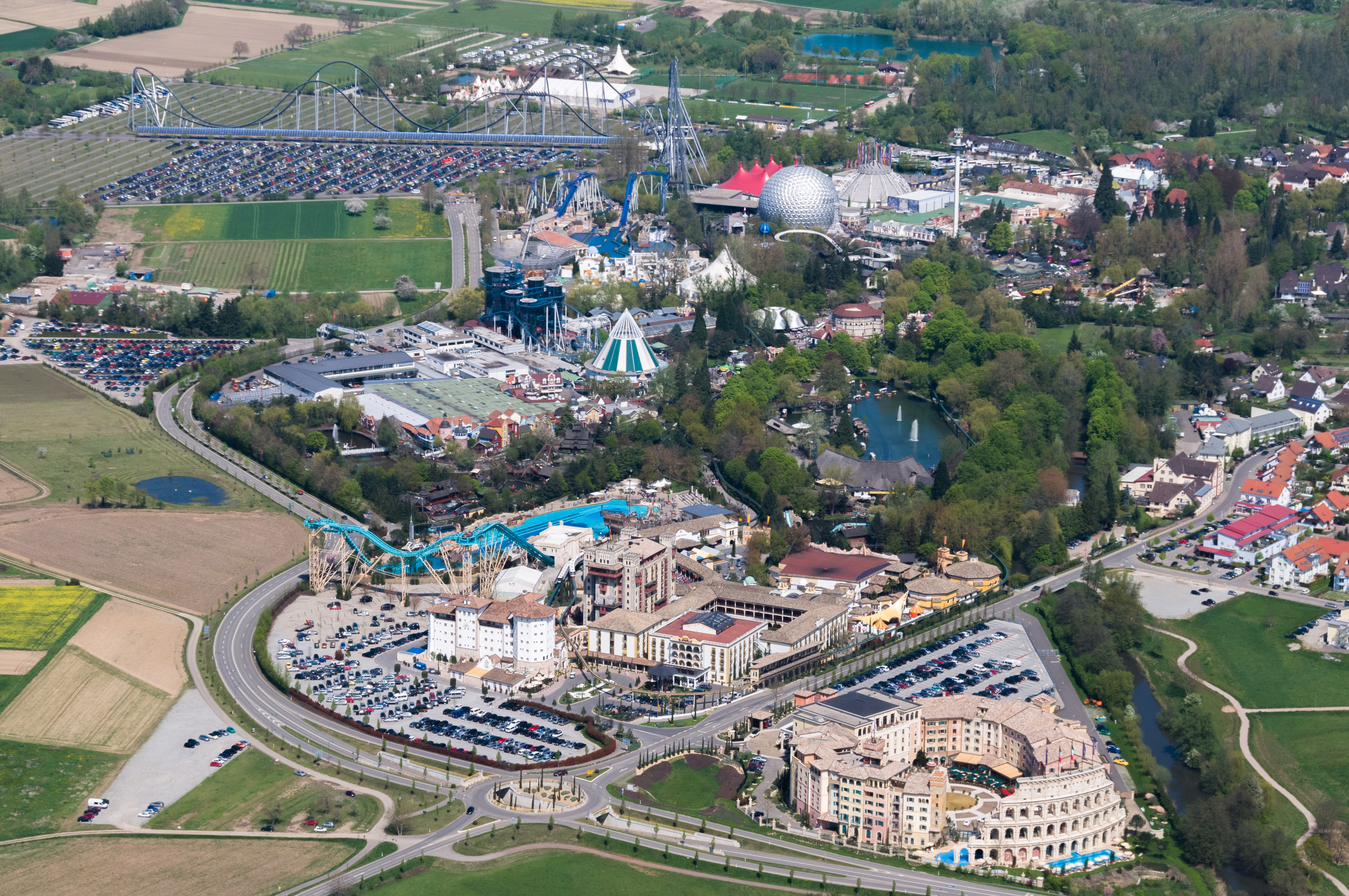
Luchtfoto in 2008. Themagebied IJsland bestaat nog niet.
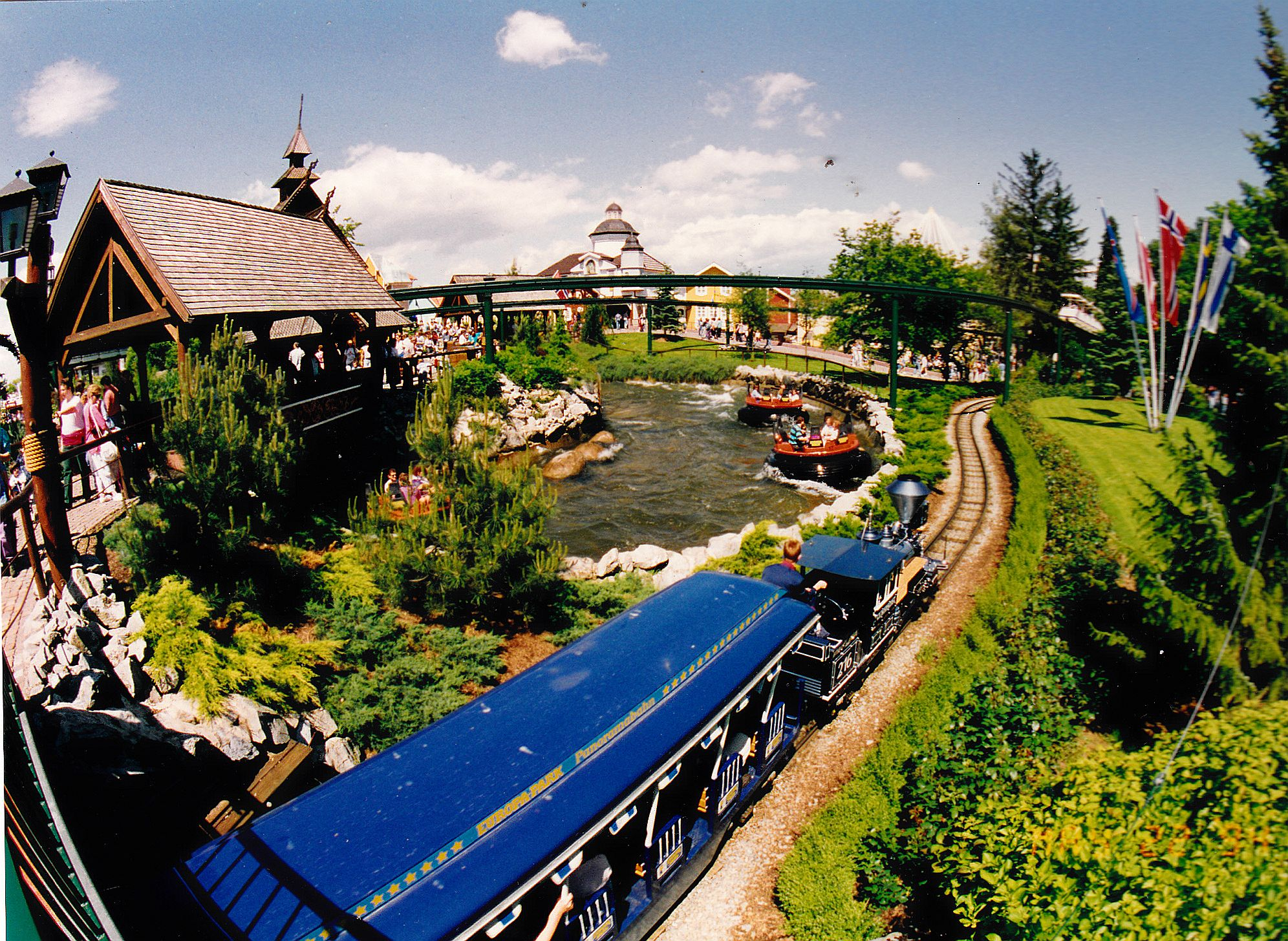
Fjord Rafting en de stoomtrein in 1993. Er was toen vrijwel nog geen begroeiing rondom de attractie.
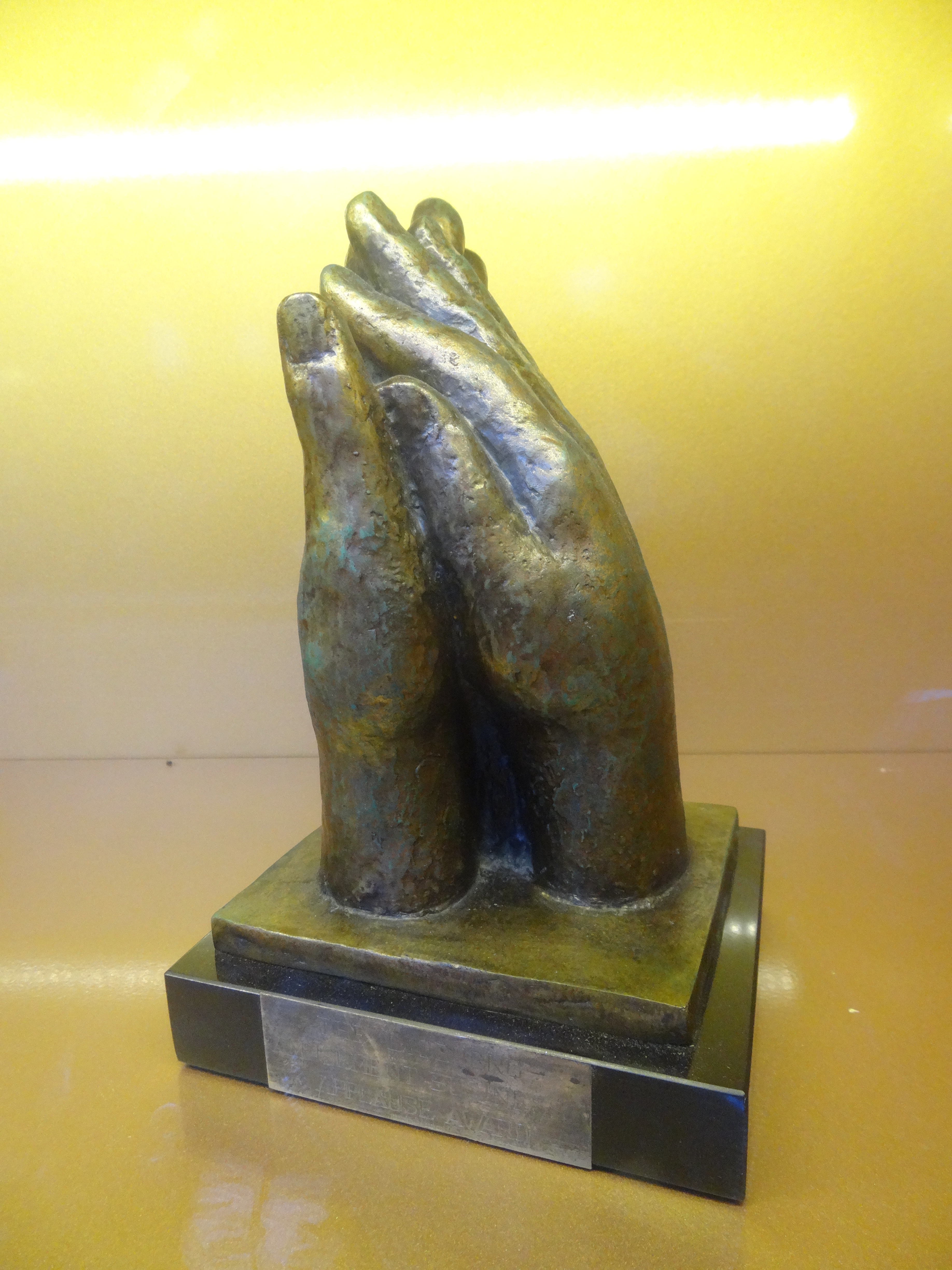
Applause Award

### Groei naar resort
In 2016 werd het hotel Gästehaus Circus Rolando naast de hoofdentree afgebroken om ruimte te maken voor de panoramavliegsimulator Voletarium. Ook werd in 2016 de eerste paal geslagen voor de bouw van het hotel Krønåsar en waterpark Rulantica. Deze bevonden zich op een nieuw terrein buiten het park tussen het dorp Rust en de snelweg A5. In juni 2017 werd Voletarium geopend en was daarmee de eerste attractie in Europa-Park die een aparte wachtrij had voor bezitters van de gratis snelpas. Ook werden dit jaar de attractie Eurosat en Universum der Energie omgebouwd naar een nieuw thema.
Op 26 mei 2018 werd de darkride Piraten in Batavia getroffen door een brand. Sindsdien was de attractie gesloten. Ook een deel van het themagebied Scandinavië werd verwoest, waardoor Fjord Rafting tijdelijk gesloten moest worden. Hetzelfde jaar maakte het park bekend dat de darkride en het themagebied heropgebouwd zullen worden. Op 9 juni, twee weken na de brand, heropende de attractie Fjord Rafting. Verder werd in 2018 na een maandenlange verbouwing op 17 augustus de darkride Madame Freudenreich Curiosités (vervanger van Universum der Energie) geopend, waarna op 12 september Eurosat - CanCan Coaster volgde. Eind 2018 maakt het attractiepark plannen bekend voor de aanleg van een kabelbaan tussen het attractiepark en Frankrijk. Dit stuitte op verzet bij milieu- en natuurorganisaties, waardoor het plan in de ijskast terechtkwam.
In mei van 2019 werd het hotel geopend. Kort hierop op 23 juli werd, na dertien maanden van werkzaamheden, het themagebied Scandinavië weer heropend sinds de brand in 2018. In oktober werd in het kader van de bouw van het waterpark Rulantica de darkride Snorri Touren in themagebied Scandinavië geopend. De attractie verteld het achterliggende verhaal van het waterpark. Op 28 november werd het waterpark Rulantica geopend voor bezoekers. Europa-Park sloot het jaar af met 5,7 miljoen bezoekers en werden voor alle hotels bij elkaar voor het eerst meer dan 1 miljoen overnachtingen genoteerd.
Begin maart 2020 gaf Europa-Park aan een nieuw resort in Frankrijk te willen openen. Het resort zou moeten bestaan uit een hotel en recreatieterrein. Op 17 maart besloot het park vanwege de Coronacrisis het waterpark, hotels en attractiepark gesloten te houden. Op 29 mei heropende het park met diverse maatregelen zoals het verplicht reserveren van een tijdslot en een maximum aantal bezoekers. 28 juli heropende de attractie Piraten in Batavia, de zevende darkride van het attractiepark. Hiermee werd Europa-Park het attractiepark met de meest darkrides van Europa tezamen met het Disneyland Park in Parijs.
In 2022 en 2023 kreeg de attractie Dschungel-Floßfahrt een metamorfose. Het kreeg een ander thema en werd onder de naam Josefinas Kaiserliche Zauberreise toegevoegd aan het themagebied Oostenrijk. Op 19 juni 2023 ontstond er brand in een technische ruimte in een gebouwencomplex aan de rand van het Oostenrijkse themagebied. De brand sloeg later ook over naar het Spaanse gebied en de volgende attracties raakten beschadigd: de eerste achtbaan van het park Alpenexpress "Enzian", Tiroler Wildwasserbahn, de walktroughattractie Yomi-Zauberwelt der Diamanten en het Spaanse station van de Panoramabahn. Er werden ook twee souvenirwinkels getroffen. 
In 2022 trok het park 5,4 miljoen bezoekers. In 2022 overschreed het resort, inclusief Rulantica, voor het eerst de drempel van 6 miljoen bezoekers. In dat jaar werd ook begonnen met de bouw van Voltron Nevara om vervolgens op 26 april 2024 de deuren te openen voor bezoekers. Ook de, in 2023, (deels) afgebrande attracties werden heropend. In juli 2024 heropende Castello dei Medici. De attractie had een nieuwe verhaallijn, nieuwe naam en gewijzigde scènes.

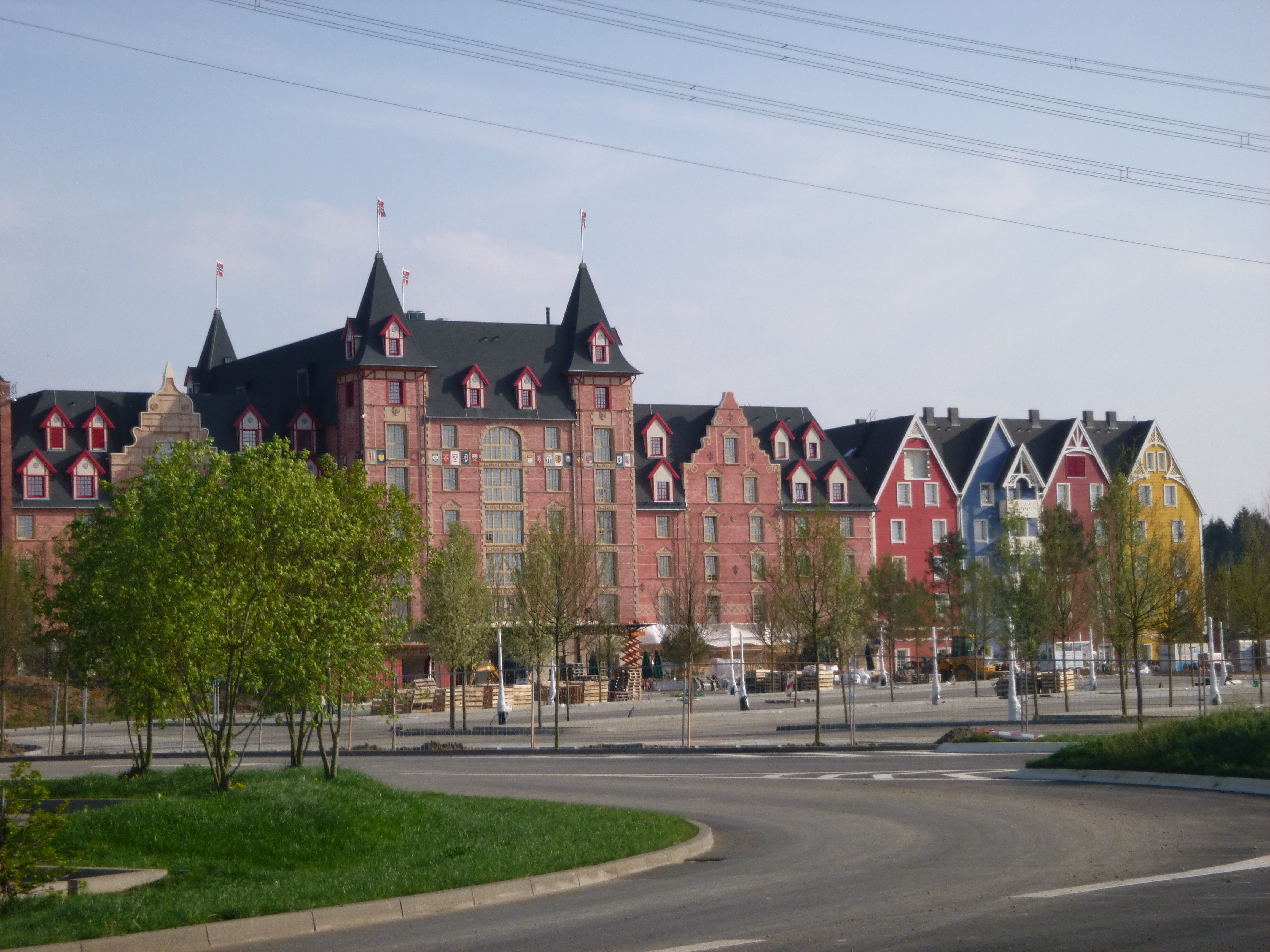
Bouwwerkzaamheden bij Hotel Krønasår in april 2019.
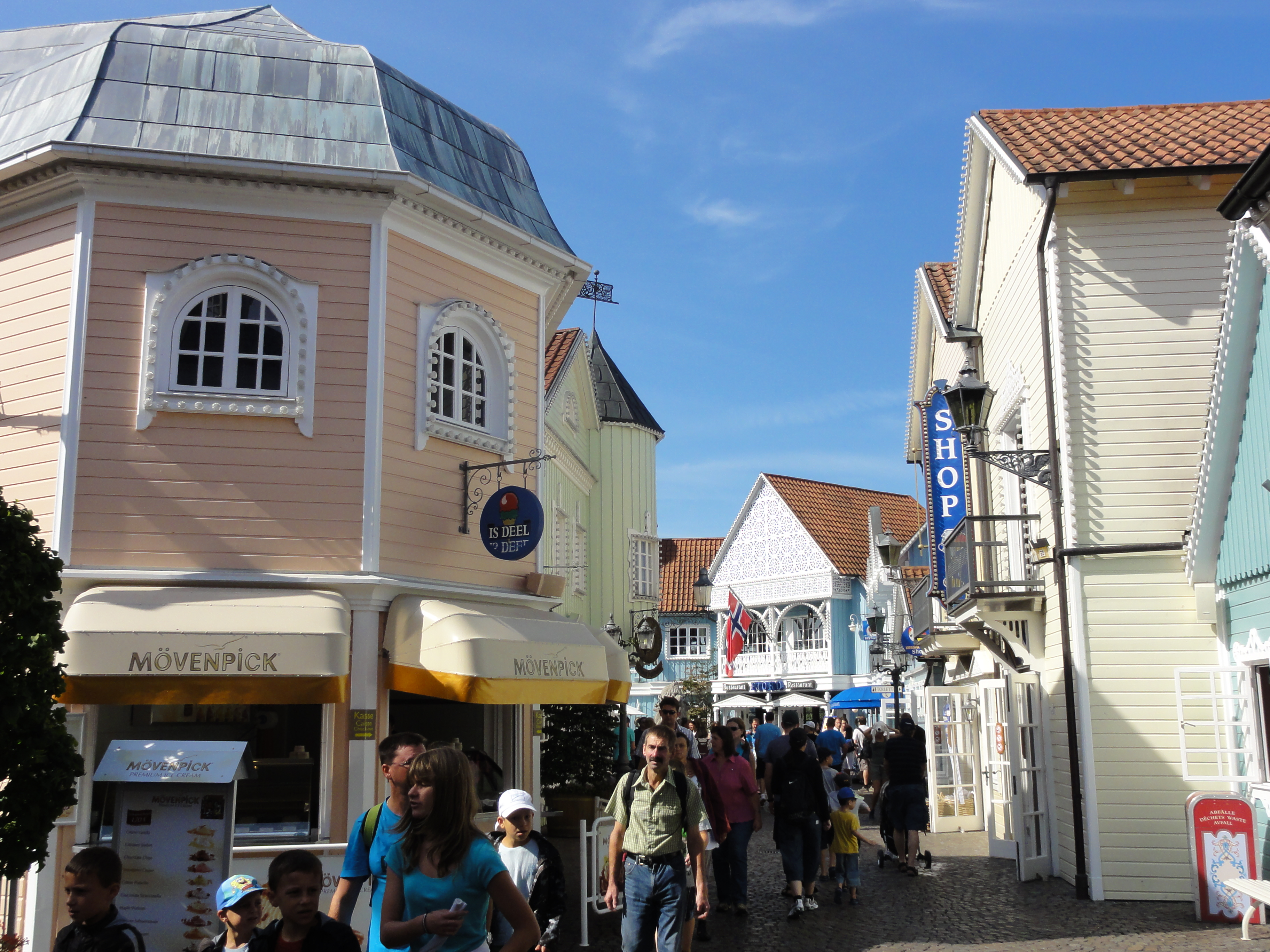
Themagebied Scandinavië in augustus 2012, zes jaar voor de verwoestende brand.
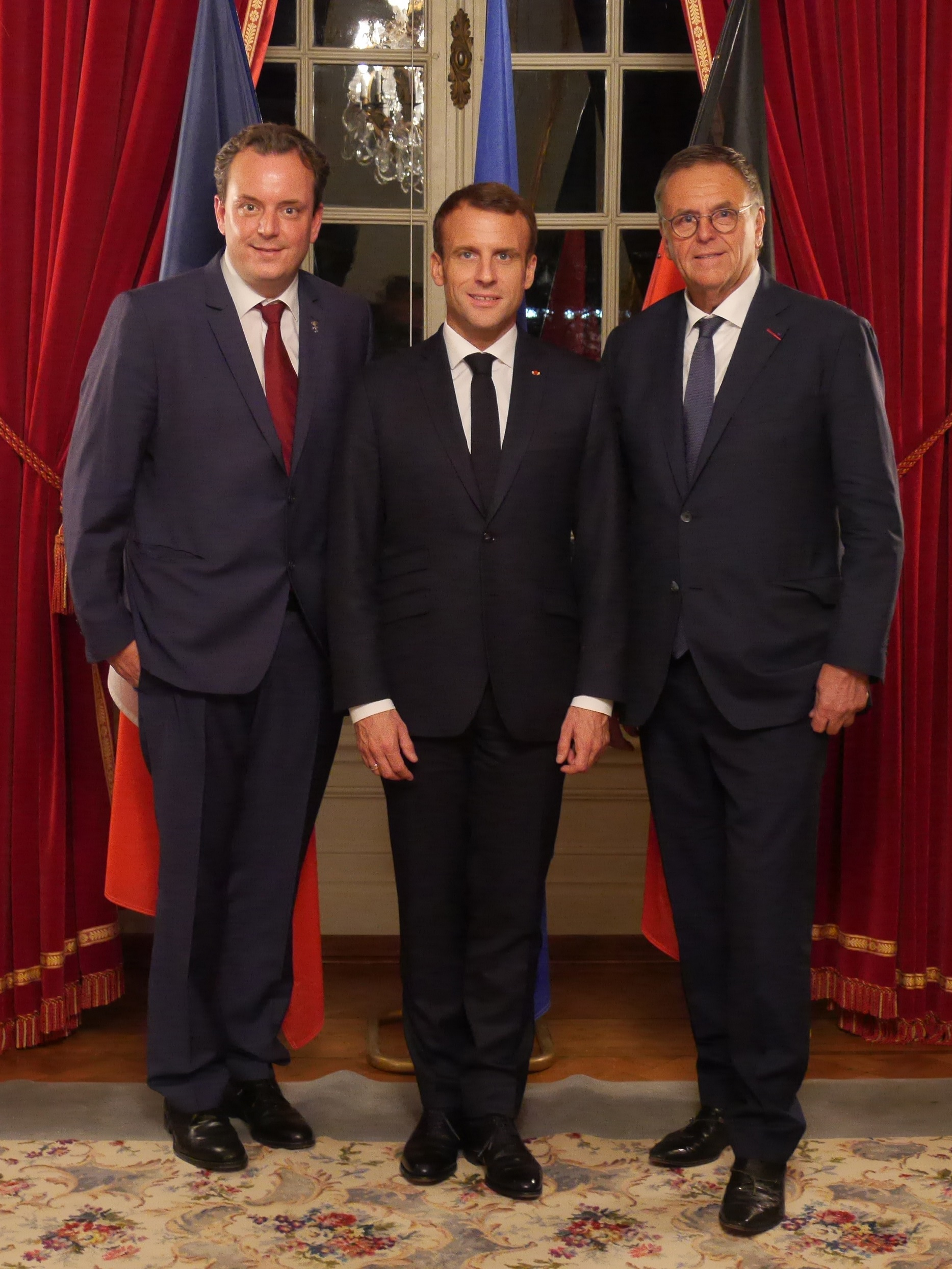
De familie Mack samen met Emmanuel Macron anno 2018.
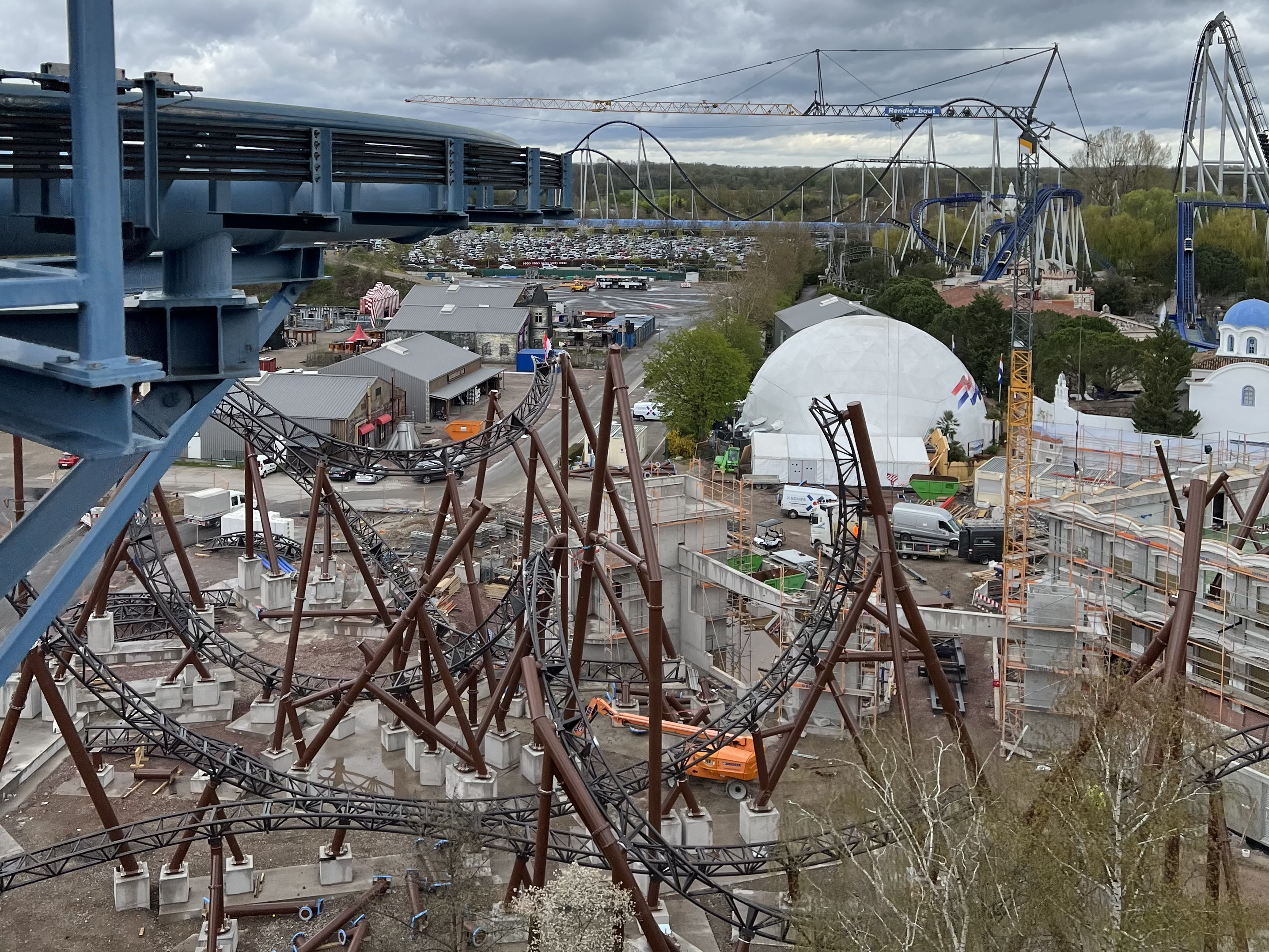
Bouw van Voltron Nevera in april 2023.

## Attracties
Europa-Park heeft een gevarieerd attractie-aanbod. Het park telt dertien achtbanen en is daarmee het attractiepark met de meeste achtbanen in Duitsland. Het park telt zeven darkrides, waarmee Europa-Park samen met het Disneyland Park in Parijs de meeste darkrides van Europa heeft.
Een aanzienlijk groot deel van de attracties in het park zijn gefabriceerd door huisfabrikant MACK Rides. De decoratie en animatronics zijn bij een aantal attracties overgelaten aan bedrijven zoals Jora Vision, Heimotion en Sally Corporation. Een aantal attracties zijn grotendeels gebaseerd op Disney-attracties.

### Duitsland

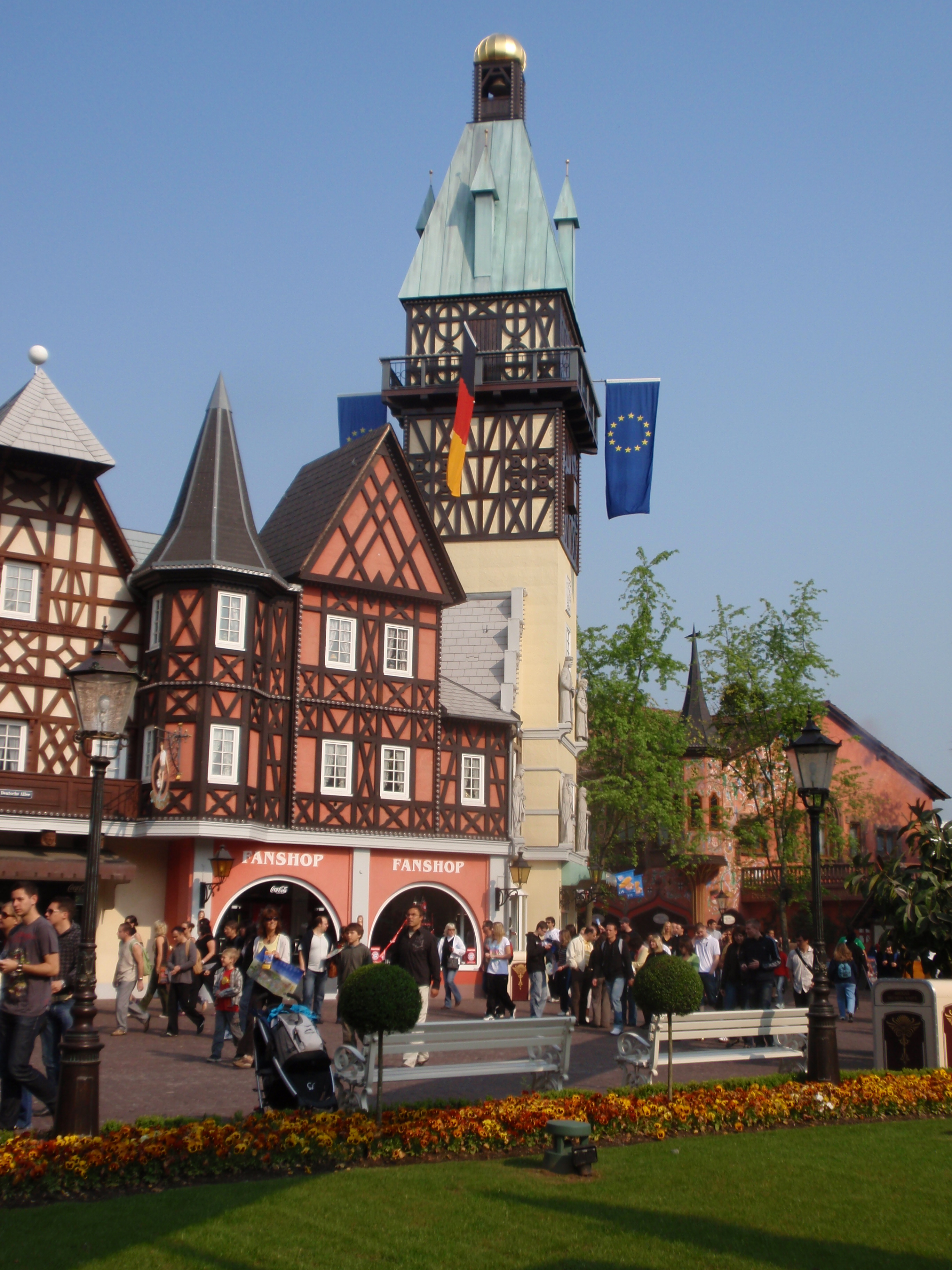
Architectuur in themagebied Duitsland.

In het themagebied Duitsland bevindt zich de hoofdentree van het attractiepark. De hoofdentree bevindt zich onder een monorailstation. Achter de hoofdentree bevindt zich een laan, de Deutscher Allee, met aan beide zijden gebouwen die qua architectuur gebaseerd zijn op de bebouwing in Zuid-Duitsland. Halverwege deze hoofdstraat overspant een poort met een klokkentoren de straat. Deze heet de Marianne Mack Tor. In de bebouwing bevinden zich onder meer horeca en souvenirwinkels. In een van de gebouwen ligt de Schatkamer. Een museum over Europa-Park. Hier zijn zoal ontwerptekeningen en gewonnen prijzen te vinden. Vlak naast het monorailstation bevinden zich restanten van de Berlijnse Muur. In een zijstraat van de hoofdstraat bevindt zich de attractie Voletarium, waarvan het exterieur afwijkt van dat van de hoofdstraat. Naast het Zwarte Woud restaurant bevindt zich het Narrenmuseum. Hier wordt de collectie van een van de leden van de familie Mack getoond. Aan het eind van de hoofdstraat maakt bebouwing plaats voor een parkachtige omgeving. Aan dit park ligt Slot Balthasar en tevens een aantal attracties, waaronder het station van de stoomtrein en een oldtimerbaan.

### Italië
Het themagebied Italië heeft de vorm van een rechthoek en kenmerkt zich door een vijver in het midden van het themagebied. In de vijver staan fonteinen en palen met de kleuren rood wit. Dit is een verwijzing naar de kanalen van Venetië. Rondom de vijver staat bebouwing in Italiaanse architectuur, waaronder een 25 meter hoge campanile. Hierin bevinden zich horeca, winkels en de entree naar drie attracties: Geisterschloss, Piccolo Mondo en Volo Da Vinci. Italië is het eerste themagebied in Europa-Park vanaf het moment dat het park met het thema Europese landen ging werken. 

### Frankrijk

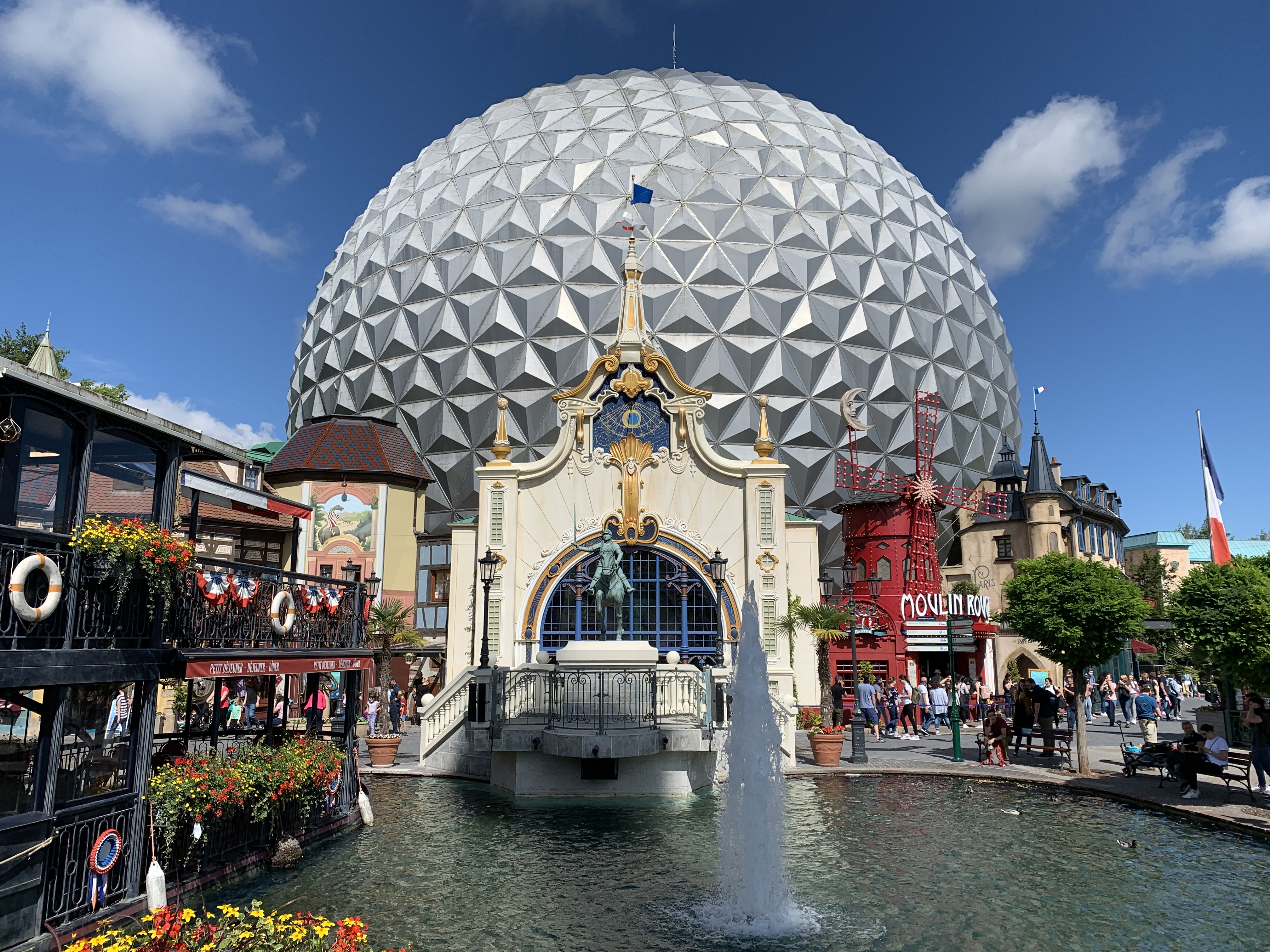
Kijkend op de achtbaan Eurosat - CanCan Coaster.

Het themagebied Frankrijk is gebouwd rondom een vijver. Blikvanger is een grote zilveren bol aan het hoofd van de vijver. In deze bol bevindt zich de achtbaan Eurosat - CanCan Coaster. Onder de bol huisvest de darkride Madame Freudenreich Curiosités. Tegnover de bol, aan de andere kant van de vijver, bevindt zich de 75 meter hoge uitkijktoren Euro Tower. Aan weerszijden van de vijver staat diverse bebouwing in Franse architectuur. De gebouwen huisvesten horeca en winkels. Het themagebied heeft een zijstraat waar de decoratie in het teken staat van de filmwereld. In de zijstraat bevinden zich toepasselijk een 4D-bioscoop en studioruimtes waar Europa-Park de mogelijkheid heeft om media te produceren. Achter de zilveren bol bevindt zich de achtbaan Silver Star.

### Zwitserland

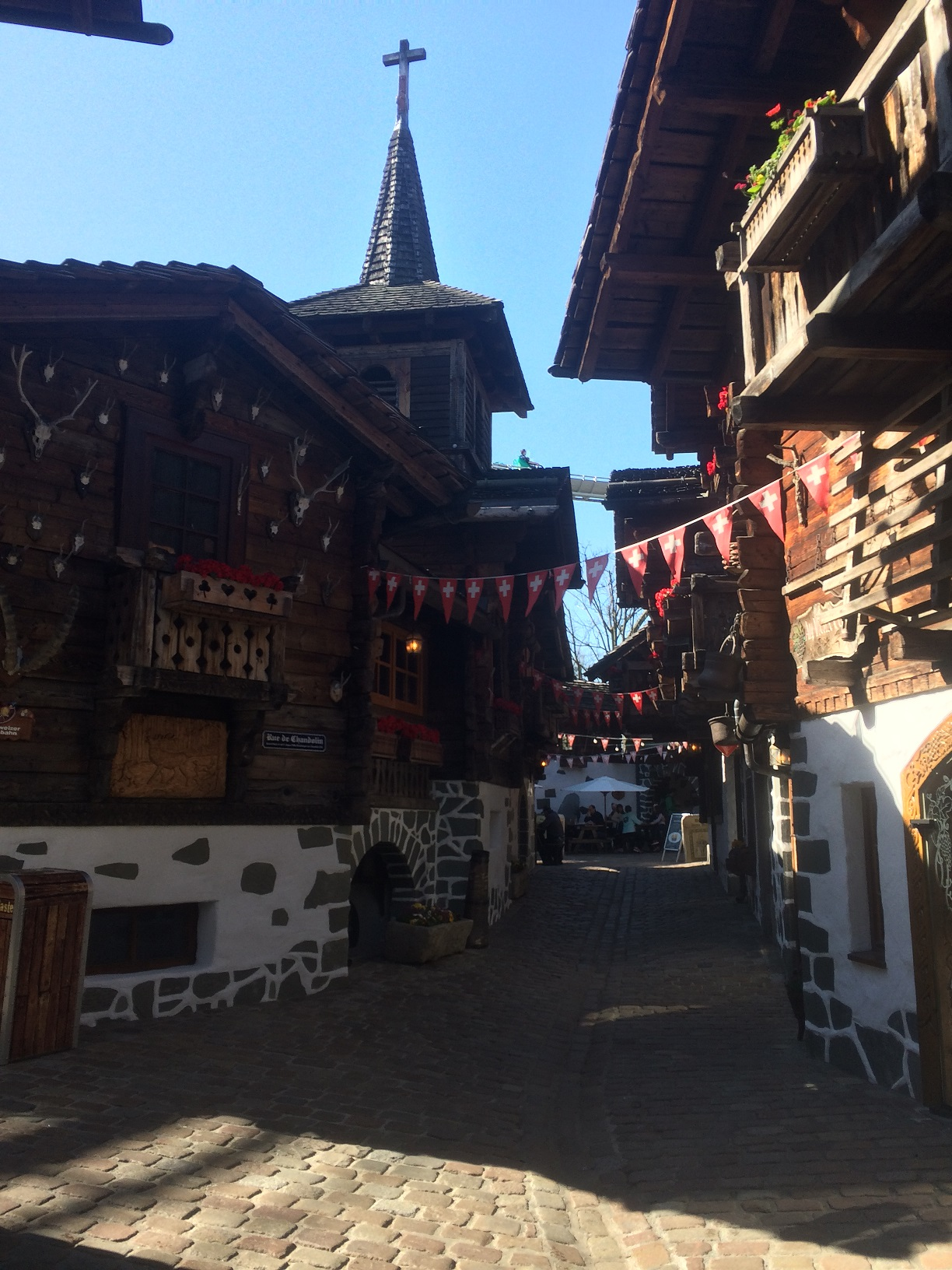
Straat is themagebied Zwitseland.

Het themagebied is gedecoreerd naar een Zwitsers dorp. In de diverse gebouwen bevinden zich horeca, waar onder andere fondue geserveerd wordt en een chocoladewinkel. Een aantal huizen is ingericht als woonhuis waar diverse poppen in klederdracht staan opgesteld. Over, door en langs het themagebied loopt de bobslee-achtbaan Schweizer Bobbahn. Aan de westkant van het dorp bevindt zich de wilde-muis-achtbaan Matterhorn-Blitz en een spin 'n puke-attractie.

### Griekenland
Themagebied Griekenland is qua architectuur geïnspireerd op het Griekse eiland Santorini. Aan een meer is een dorp gerealiseerd met witte bepleistering en blauwe daken. In de gebouwen bevinden zich winkels en horeca. Onder het dorp ligt de interactieve darkride Abenteuer Atlantis. De entree ligt op een halfverdiepte ligging met het straatniveau. In een van de gebouwen op straatniveau bevindt zich madhouse Fluch der Kassandra. Op de bovenstende verdieping van het dorp bevindt zich een station van de monorail. Tegenover het witte dorp bevindt zich een theater waar met name schaatsshows georganiseerd worden. Aan het dorp grenst een meer waar men van de terrassen van de diverse horeca uitzicht op heeft. In en rond het meer ligt de waterachtbaan Poseidon. Achter deze achtbaan ligt achtbaan Pegasus. 

### Rusland
Het themagebied Rusland kent een hoofdstraat met bebouwing in Russische architectuur. Hier bevindt zich tevens het station van de stoomtrein en de darkride Schlittenfahrt Schneeflöckchen. In de overige bebouwing bevinden zich horeca, winkels en een museum waar personen in traditionele Russische kleding aan handwerk doen. Aan het eind van de hoofdstraat staat een groot futuristisch gebouw. In en rondom het gebouw bevindt zich de draaiende achtbaan Euro-Mir. Voor de entree van Euro-Mir staat een Russisch ruimtestation. Deze is ingericht als museum en te bezoeken.

### Luxemburg
Het themagebied Luxemburg kent geen attracties en bestaat uit een plein en een gebouw in de vorm van een puntige circustent. Hierin bevinden zich een monorailstation en horeca. In een van de restaurants bevindt zich een miniatuurachtbaan, waarin voedsel op speciaal daarvoor bestemde 'voertuigen' over het traject rijden.

### Nederland

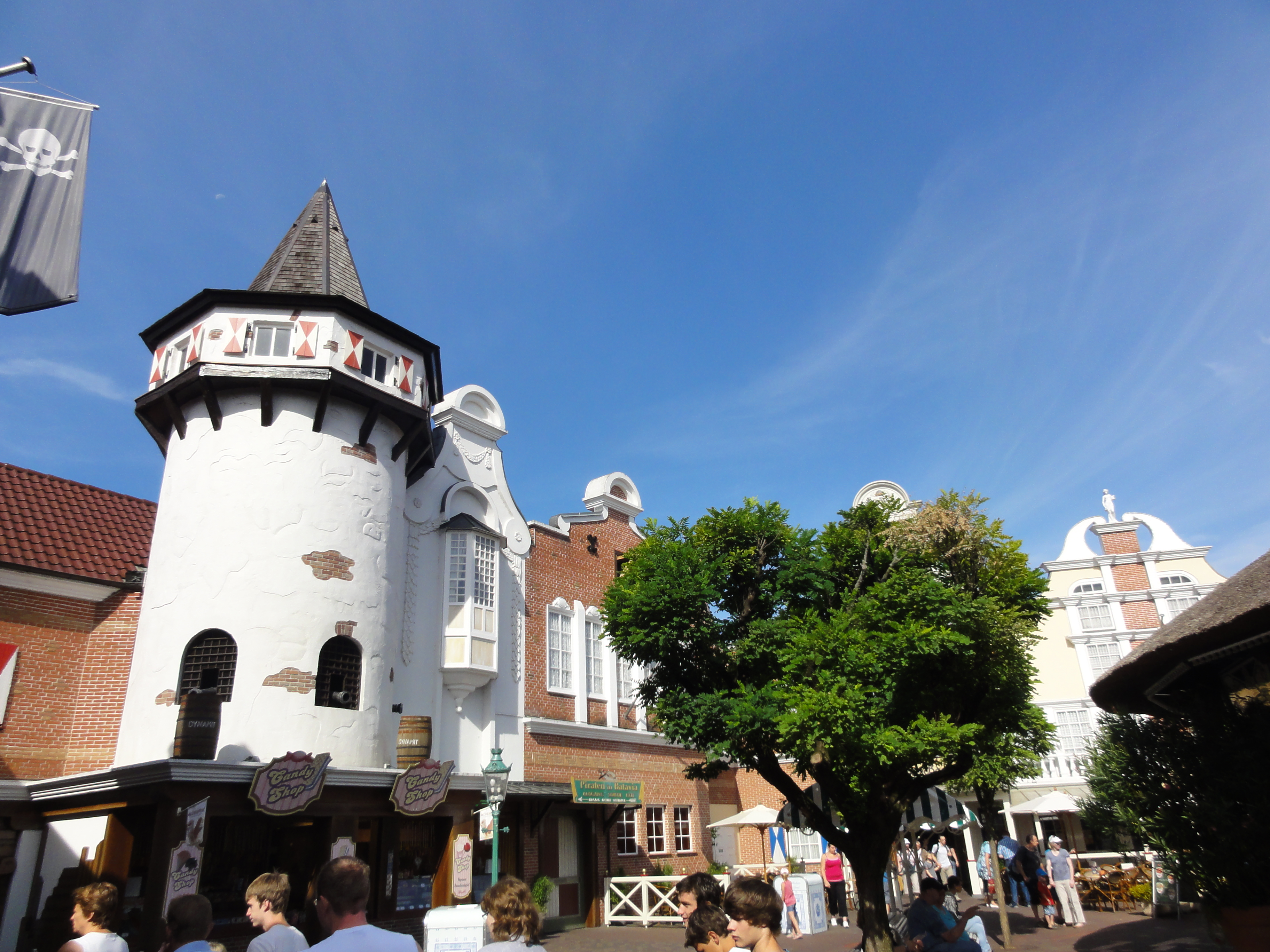
Gevels in themagebied Nederland.

Het Nederlandse themagebied is gedecoreerd naar de architectuur van de Zaanse Schans. Er bevindt zich in het themagebied een plein met aangrenzend horeca zoals een Indisch restaurant en poffertjeskraam en de entree van de darkride Piraten in Batavia. Te midden van het plein staat een theekopjesattracties geschilderd in Delfts blauwe kleuren. Verder zijn er nog een red baron-attractie en koggemolen te vinden.

### Scandinavië

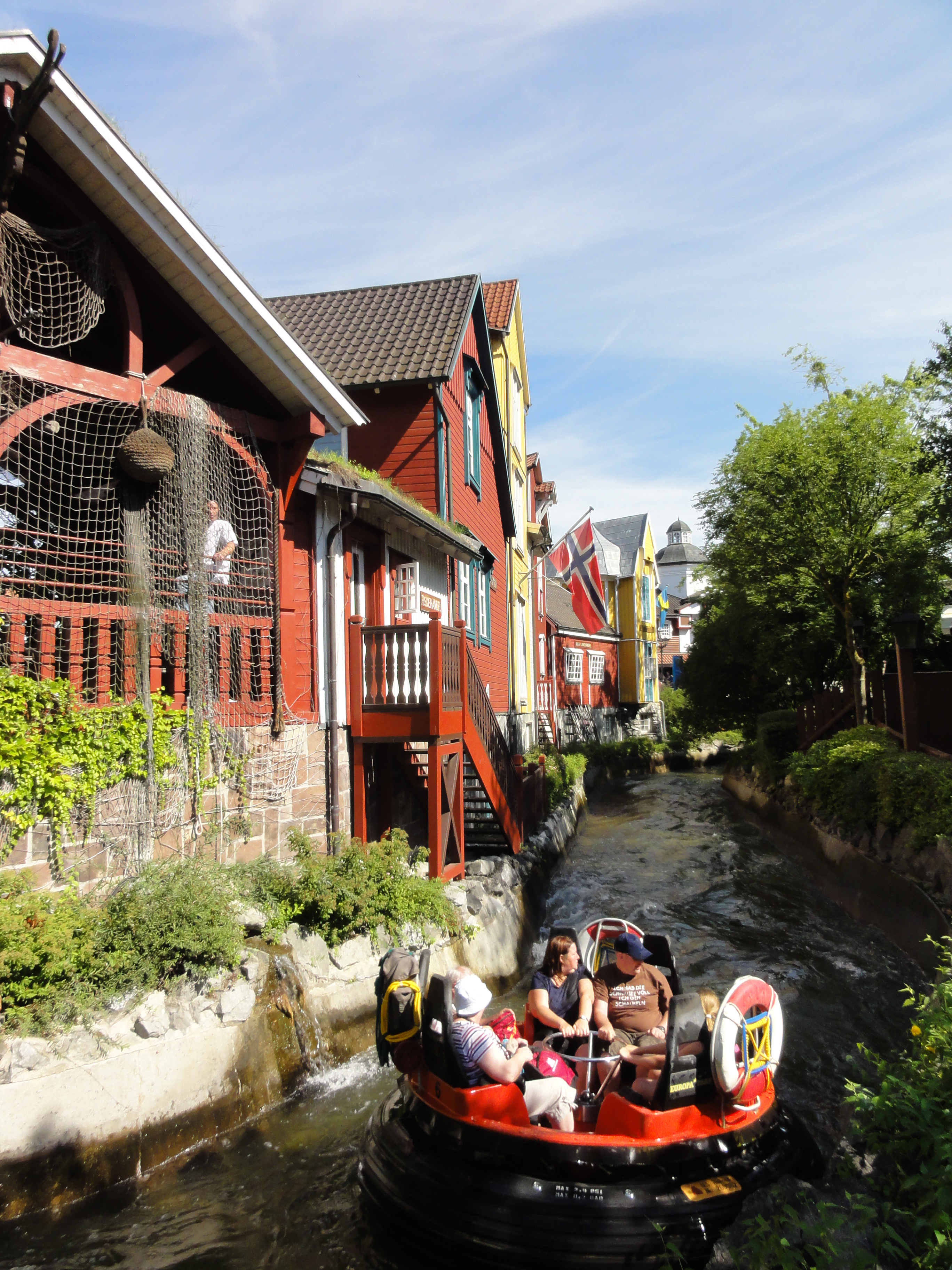
Rapid River Fjord Rafting in Scandinavië.

Het themagebied Scandinavië bestaat uit een hoofdstraat waar zich diverse horeca bevinden en de entree naar de darkride Snorri Touren. Buiten deze hoofdstraat staat op een eiland een replica van een Noorse staafkerk. Hier bevinden zich herinneringen aan de inmiddels overleden grondleggers van het attractiepark. Ook kan de kerk gebruikt worden voor evenementen zoals huwelijken. Verder bevinden zich in het themagebied een schommelschip en het wildwaterbaan Fjord Rafting.

### IJsland
Grenzend aan het themagebied Scandinavië grenst het themagebied IJsland. IJsland heeft twee blikvangers: de houten achtbaan Wodan - Timburcoaster en lanceerachtbaan Blue Fire Megacoaster. In het gebied is een straat aangelegd met daarin grenzend houten bebouwing zoals in IJsland te vinden is. Hierin bevinden zich horeca, winkels en een monorailstation. In het midden van het themagebied ligt de attractie Whale Adventures – Northern Lights, een splash battle die opvalt door zijn vuurtoren en rotsformaties.

### Portugal
Portugal bestaat als themagebied uit een kunstmatig aangelegd meer. In dit meer ligt een replica van het schip de Santa Maria uit 1482. In het meer ligt de waterachtbaan Atlantica SuperSplash. Aan de rand van het meer bevindt zich een waterkanon waarmee tegen betaling bezoekers van de attractie nat gespoten kunnen worden.

### Spanje
Het themagebied Spanje ligt in een halfronde vorm grenzend aan het hotelresort van het park. Tevens grenst de entree voor hotelgasten aan dit themagebied. Ook herbergt Spanje een arena voor optredens, een station voor de stoomtrein, station voor de monorail en diverse horeca en winkels. Qua attractie-aanbod zijn er een koggemolen en rupsbaan die beide overdekt zijn. Alle bebouwing in het themagebied is gedecoreerd naar de Spaanse architectuur.

### Oostenrijk

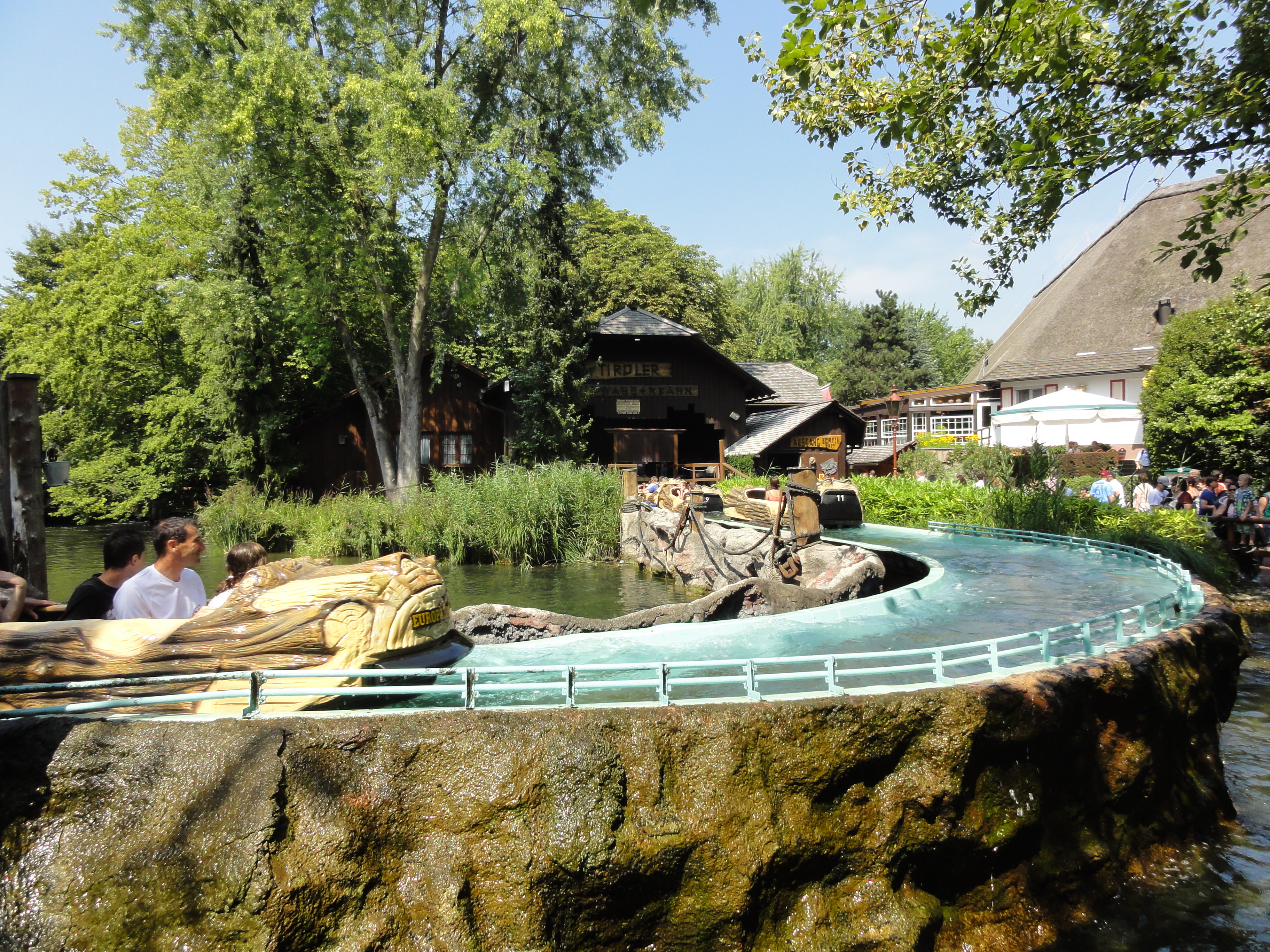
Boomstamattractie Tiroler Boomstammen

Het themagebied Oostenrijk bestaat deels uit een overdekt gedeelte dat gedecoreerd is als grottenstelsel. Hierin bevinden zich delen van de achtbaan Alpenexpress "Enzian", boomstamattractie Tiroler Boomstammen en een walkthrough-attractie door de grot, waarbij de achtbaan en boomstamattractie gekruist worden. In het buitengebied bevinden zich een zweefmolen (vormgegeven als paddenstoel), biergarten en het restaurant Seehaus dat uitzicht biedt op een meer.

### Avonturenland
Avonturenland was als themagebied een uitzondering op het Europese landenthema. Het stond geheel in het teken van Afrika. Het themagebied ligt rondom een meer en telde twee attracties: een boottocht op het meer en een tow boat ride genaamd 'Dschungelfloßfahrt', waarbij bezoekers door Afrika voeren. Na klachten over racisme is de Dschungelfloßfahrt in 2022 vervangen door een boottocht genaamd 'Josefinas kaiserliche Zauberreise'. Het was het einde van Avonturenland; het meer behoorde daarna tot het Oostenrijkse themagebied. Enkel de waterspeeltuin en het wereldkeukenrestaurant 'SPICES' herinnert de bezoekers nog aan Avonturenland.

### Sprookjesbos
Aan de oostrand van het attractiepark bevindt zich een sprookjesbos. Er staat diverse bebouwing in romantische stijl die bekende sprookjes uitbeelden. Hierbij wordt gebruik gemaakt van speciale effecten, muziek en animatronics.

### Koninkrijk van de Minimoys
Dit themagebied breekt net als Adventureland met de traditie van het Europese landenthema. Vrijwel het gehele themagebied is overdekt en staat in het teken van de film Arthur en de Minimoys. Blikvanger is de attractie Arthur, een gemotoriseerde achtbaan met darkridegdeelten. Verder zijn er in het themagebied horeca, winkels en enkele kinderattracties te vinden.

### Engeland

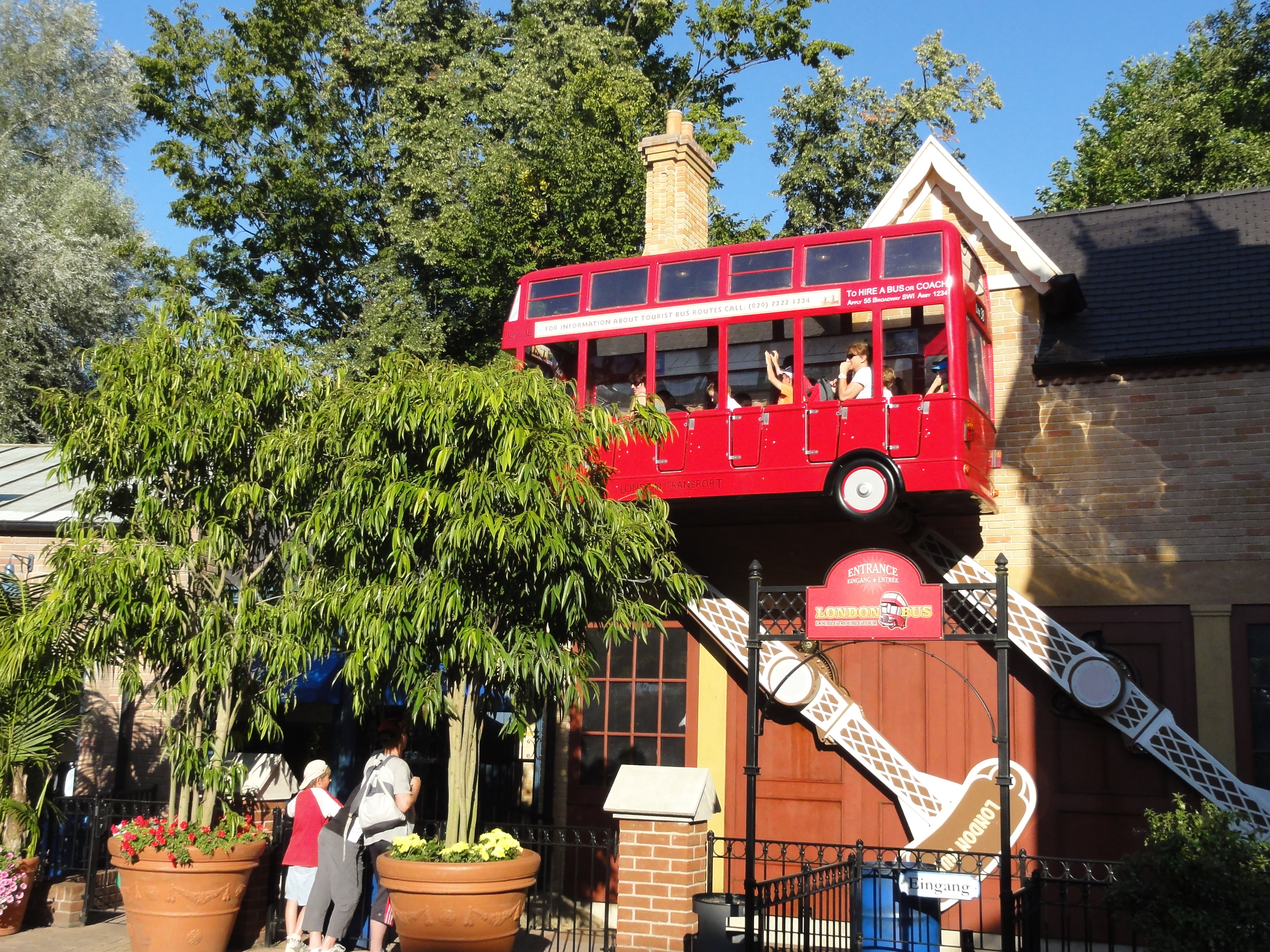
De attractie London Bus staat in het themagebied Engeland.

In dit themagebied wordt Engeland, als onderdeel van het Verenigd Koninkrijk, uitgebeeld. De bebouwing is in Engelse stijl en de attracties verwijzen naar Engeland. Zo staat er een demolition derby met als voertuigen Londense taxi's en een vliegende tapijt in de vorm van een rode Londense bus. Ook is er een laan met daarin kermis- en gokspellen, een verwijzing naar de Engelse badplaatsen waar dit op grote schaal aanwezig is. Ook is er een interactieve walkthrough-attractie, waarbij bezoekers een voor een door een gang moeten lopen, waarbij ze laserstralen moeten ontwijken. Op de achtergrond is muziek uit James Bondfilms te horen. Op het gebied van horeca is er een Engelse pub nagebouwd in het themagebied.

### Ierland

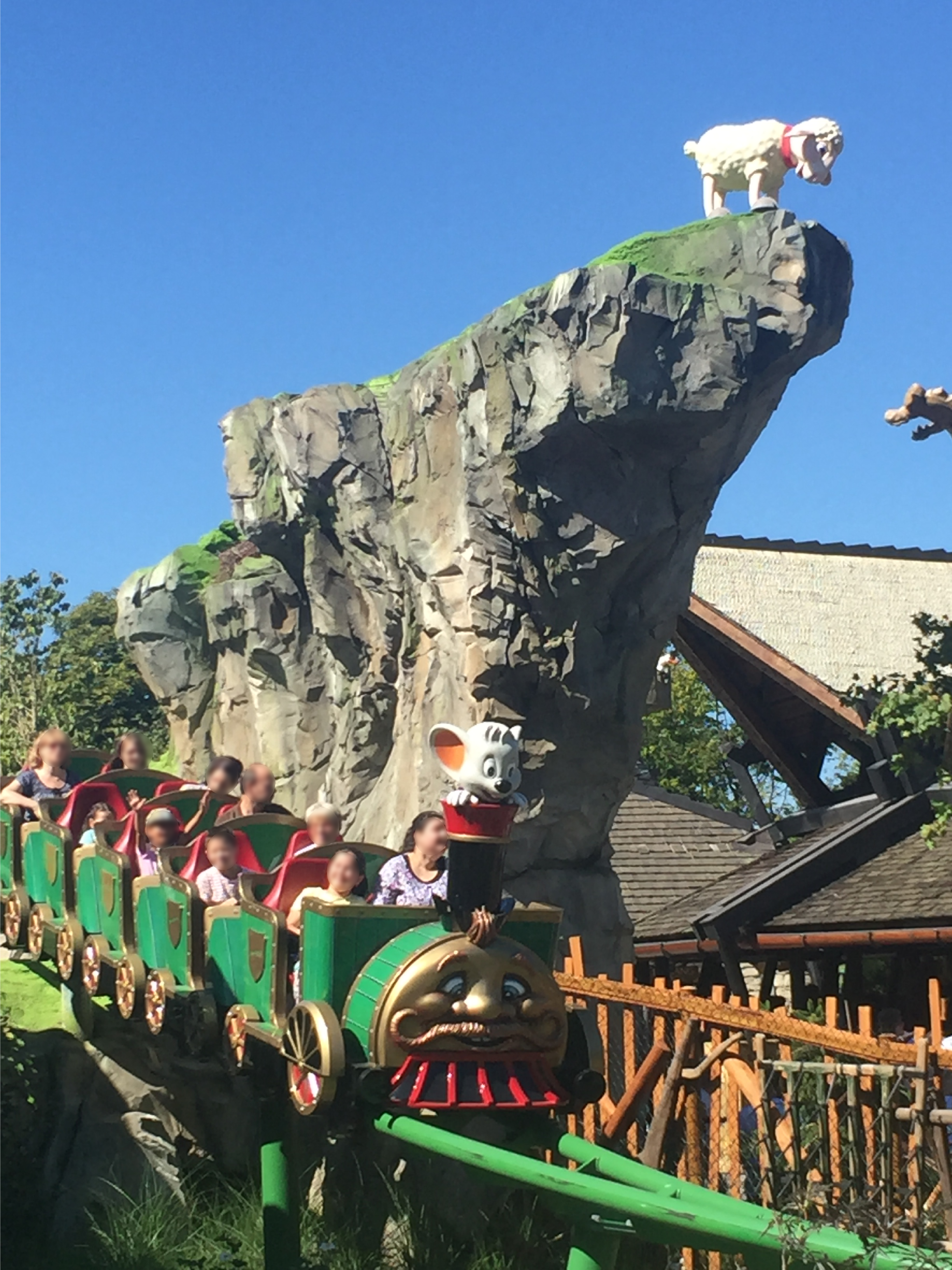
De kleinste achtbaan van het park, Ba-a-a Express, staat in themagebied Ierland.

Ierland is voornamelijk gericht op kinderen en bestaat dus voornamelijk uit kinderattracties zoals een kinderachtbaan, oldtimerbaan en speeltuin. In het themagebied staat een gebouw gedecoreerd als kasteel, een verwijzing naar de mythe rondom de Fairies en hun kasteel. Ook zijn er verwijzingen in het themagebied naar de Leprechauns te vinden.

### Liechtenstein
Een klein plein tussen de Zwitserse bobslee-achtbaan en het Engelse themagebied werd omgevormd tot themagebied Liechtenstein. De ballonvaart die eerder in het Griekse gebied aanwezig was wordt hier gepresenteerd onder de naam Liechtensteinse ballonvaart.

### Kroatië
Kroatië is een gelegen naast het themagebied Griekenland en telt een attractie: Voltron Nevera die werd verkozen tot “Best New Roller Coaster 2024” door Amusement Today’s Golden Ticket Awards.

## Accommodatie
Europa-Park telt zeven locaties waar overnacht kan worden, waarvan zes hotels en een camping.

### Hotel El Andaluz
Het hotel El Andaluz opende in 1995 tezamen met een aangrenzend station van de monorail. Het hotel is gebouwd in de stijl van Andalusië. Het hotel is drie verdiepingen hoog en heeft diverse soorten kamers, waaronder familiekamers en suites. Qua voorzieningen heeft het hotel een restaurant, bar, wellnesscentrum, souvenirshop en zwembad. Voor de entree van het hotel bevindt zich een overkapping waar personenauto's hun bagage kunnen in- en uitladen. Voor de overkapping staat een kunstwerk bestaand uit een aantal figuren, gemaakt van metaal, die met hun rug naar elkaar op een sokkel staan. Het thema van het hotel is Portugal.

### Hotel Castillo Alcazar

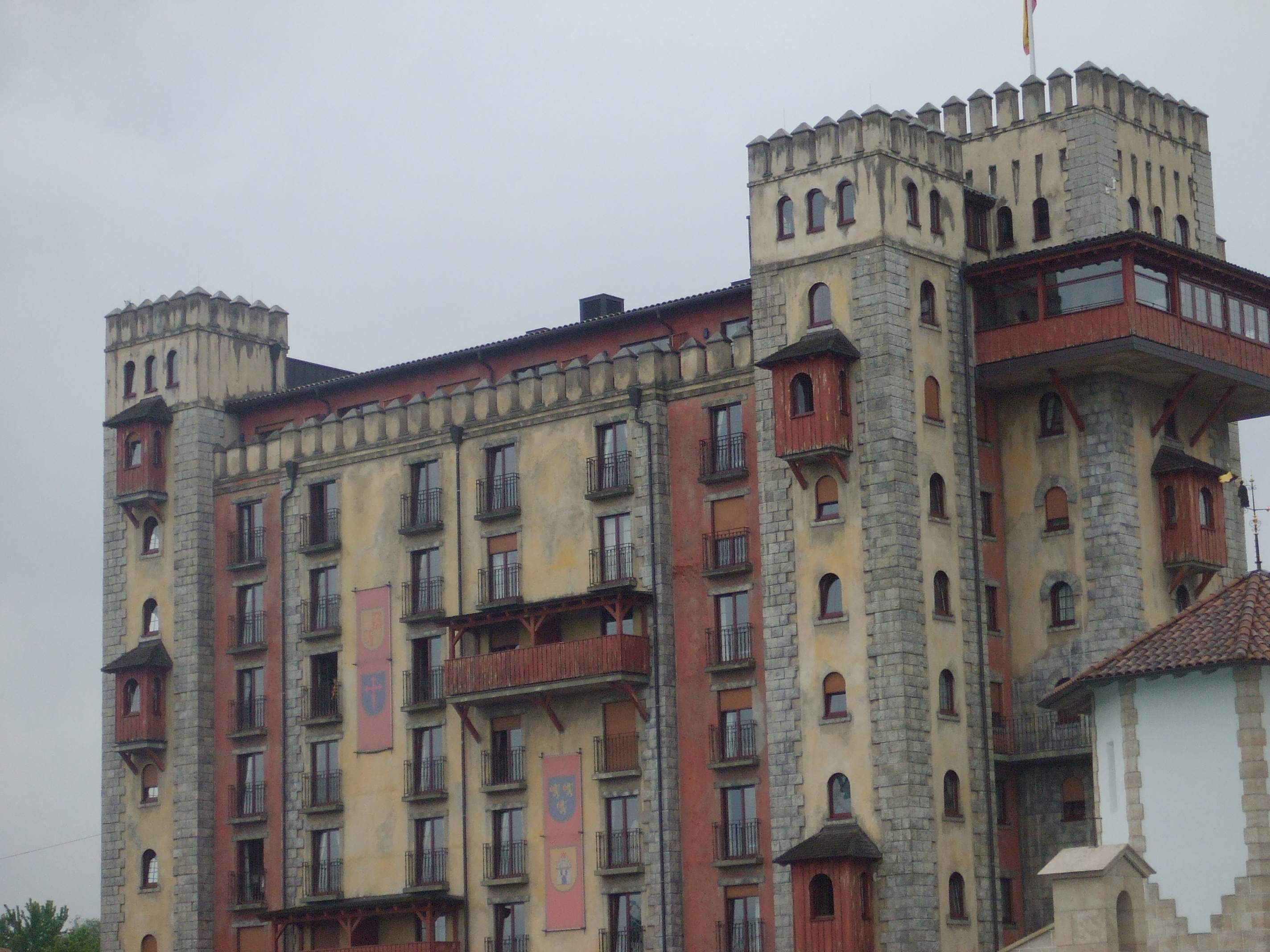
Zicht vanaf het parkeerdek op Castillo Alcazar.

Hotel Castillo Alcazar is gebouwd als een middeleeuws kasteel in Spaanse stijl. Het hotel werd in 1999 geopend als tweede hotel van Europa-Park. Het hotel grenst aan hotel El Andaluz en is door middel van een gangenstelsel met elkaar verbonden. In deze gangen bevinden zich diverse harnassen en ander beeldhouwwerk. Ook is een fotomuur waarop tientallen foto's van de familie Mack hangen tezamen met bekende personen zoals acteurs, politici en zangers. Het hotel heeft een rechthoekige vorm en valt op, omdat het boven alle ander gebouwen uitsteekt. Boven in het hotel bevindt zich een bar met panorama-uitzicht. De bebouwing van de bar steekt enkele meters voor het gebouw uit. Het hotel deelt dezelfde entree en receptie als hotel El Andaluz. Ook herbergt er in het hotel een bar, restaurant en zwembad.

### Hotel Colosseo
In 2004 opende het hotel Colosseo met als thema Italië. Het hotel is in een halve cirkel gebouwd. In de cirkel bevindt zich een rond plein dat gebaseerd is op een Italiaanse piazza. Aan het plein grenst een deel van een nagebouwd Romeins theater. Deze is te beklimmen en fungeert als uitzichtpunt. In de bebouwing van het theater bevinden zich enkele suites, een wellnesscentrum en saunacomplex. Verder herbergt het hotel diverse bars, restaurants en een zwembad.

### Hotel Santa Isabel
Hotel Santa Isabel is gebouwd in de stijl van een Portugees klooster. Het hotel opende in 2007 en valt op door de ronde toren bij de entree en de witte bepleistering op het gehele gebouw. In de lobby van het hotel bevinden zich diverse verwijzingen naar het thema. Zo zijn er diverse poppen van monniken te vinden. Het hotel is door middel van een gangenstelsel verbonden met hotel Castillo Alcazar. Qua faciliteiten bevinden zich in het hotel onder andere een restaurant, bar en zwembad.

### Hotel Bell Rock

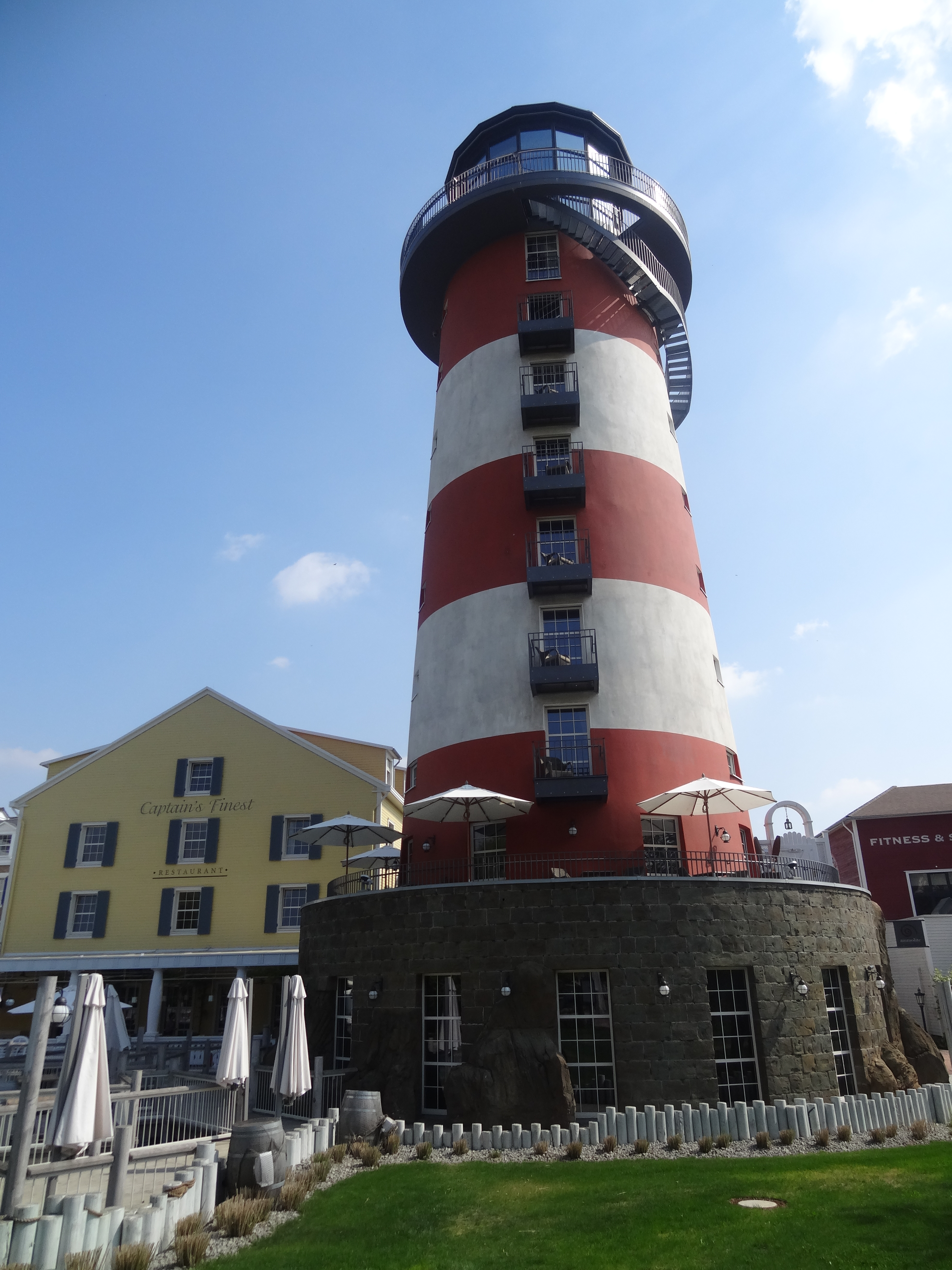
De vuurtoren is een blikvanger van hotel Bell Rock.

Het in 2012 geopende hotel Bell Rock heeft als thema New Engeland met maritieme invloeden. Blikvanger van het hotel is een 35 meter hoge vuurtoren met rode en witte strepen die geïnspireerd is op een vuurtoren in Schotland. In deze vuurtoren bevinden zich diverse suites. Het hotel ligt ten zuiden van hotel Colosseo. Tussen beiden hotels ligt een rivier. Qua faciliteiten beschikt het hotel over een welnesscentrum, bars, restaurants en zwembad. Aan de achterzijde kenmerkt het middelste gebouw zich door de neoclassicistische architectuur. Het gebouw is wit bepleisterd en heeft diverse pilaren.

### Hotel Krønåsar

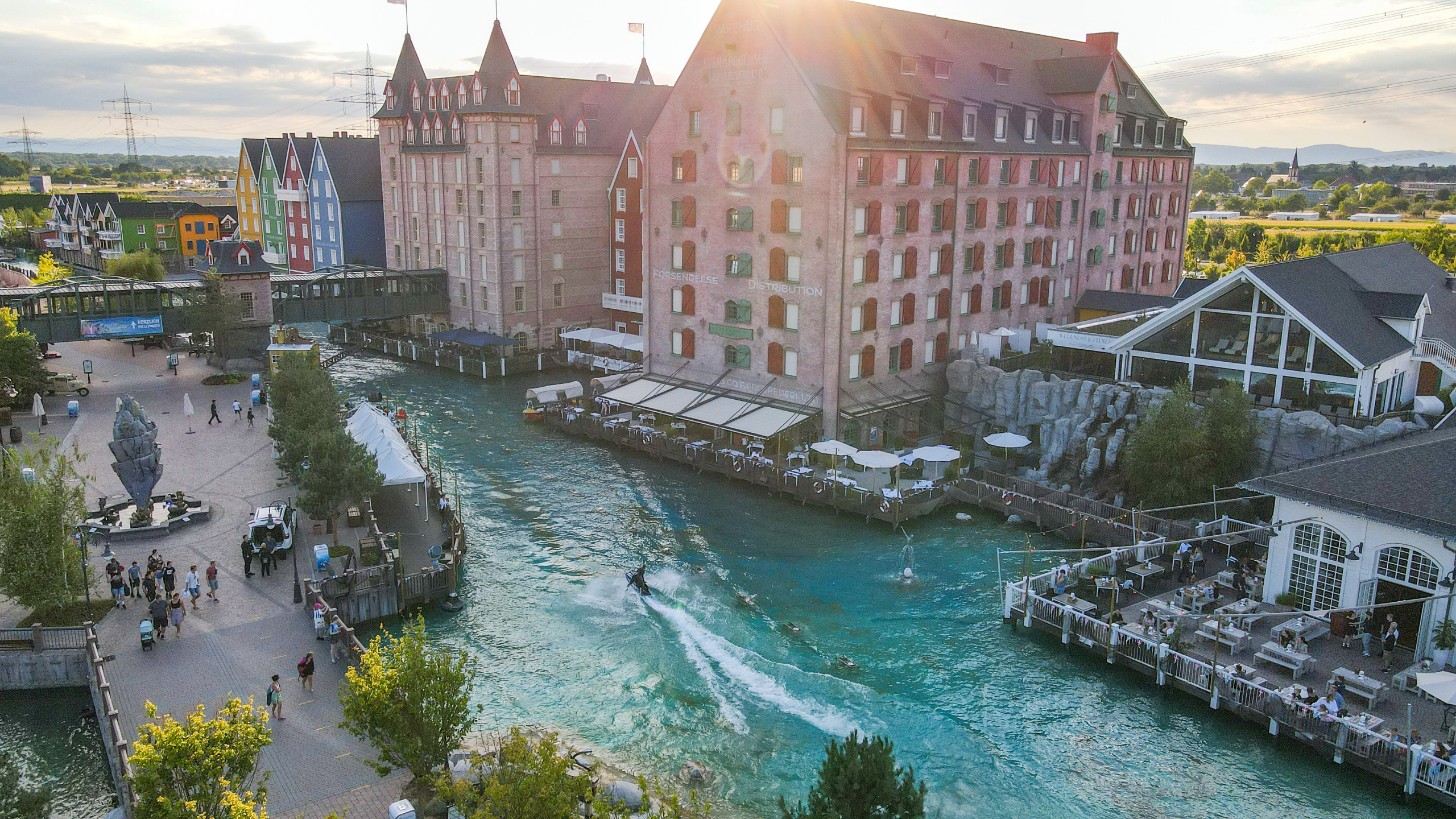
Zicht op hotel Krønåsar.

Het hotel Krønåsar bevindt zich naast het waterpark Rulantica. Het hotel heeft diverse thema's zoals Scandinavië en een natuurhistorisch museum. Qua architectuur zijn er diverse stromingen in het complex terug te vinden zoals neogotiek en neorenaissance. Ook is de hoofdentree gebaseerd op bestaande bebouwing naar de hand van de Nederlandse architect Pierre Cuypers zoals het Rijksmuseum Amsterdam en station Amsterdam Centraal. Het hotel is met 5800 bedden en 550 arbeidsplaatsen een van de grootste hotelresorts van Duitsland. Voor de deur van het hotel is een parkeerterrein waar plaats is voor 720 voertuigen. In de lobby hangt een skelet van een zeedier. Qua faciliteiten heeft het hotel diverse bars, restaurants, een zwembad en saunacomplexen. Ook is er een gratis pendelbus voor hotelgasten vanwege de afstand tussen het hotel en het attractiepark.

### Kampeerterrein
In 1998 opende men ten noordwesten van het attractiepark een kampeer- en caravanterrein waar bezoekers kunnen overnachten. In de jaren die daarop werd het kampeerterrein uitgebreid, ook kwam er een 'tipidorp'. Deze tipi's kunnen gehuurd worden. Het gebied kreeg het Wilde Westen als thema. Er kwamen saloons, huifkarren en blokhutten in de stijl van die periode. Het terrein ligt aan een vijver.

## Inspiratie
In de beginjaren van Europa-Park heeft het park zich laten inspireren door attracties in het Walt Disney World Resort en Disneyland Resort. De familie Mack, eigenaar van het park, had destijds geregeld Disney-parken bezocht. Wat overigens meer West-Europese attractieparken deden, aangezien Disney-parken vaker al vooruit liepen op het gebied van "attractietechnieken". In een interview in 2020 gaf het park toe in het verleden zich hieraan schuldig gemaakt te hebben. Voorbeelden van zulke attracties zijn:
- Piraten in Batavia is gebaseerd op Pirates of the Caribbean.
- Geisterschloss is gebaseerd op Haunted Mansion.
- Het exterieur van Eurosat komt volledig overeen met de Spaceship Earth in Epcot. Het interieur daarentegen is gebaseerd op de Magic Kingdom-versie van Space Mountain.
- Universum der Energie toonde qua naam en thema overeenkomst met Universe of Energy in Epcot.
- African Queen I en II is gebaseerd op Jungle Cruise.
- Silverstone Race Track is gebaseerd op Autopia.
- Karneval in Venedig is gebaseerd op Walt Disney's Enchanted Tiki Room.
- Voletarium is gebaseerd op Soarin'.
- Ciao Bambini was geïnspireerd op It's a small world.
- De hoofdstraat in het themagebied Duitsland is geïnspireerd op Main Street U.S.A. De entree heeft veel weg van de entree van het Magic Kingdom.

Omgekeerd zijn er attractieparken en ontwerpers die inspiratie uit Europa-Park gehaald hebben. Zo is de watershow Katara - Fountain of Magic in Attractiepark Toverland geïnspireerd op een fontein in het hotelresort van Europa-Park. Ook had dit park van 2015 t/m 2019 een chocoladewinkel met producten van Milka. Dit had Europa-Park in het themagebied Zwitserland ook tot en met 2017.

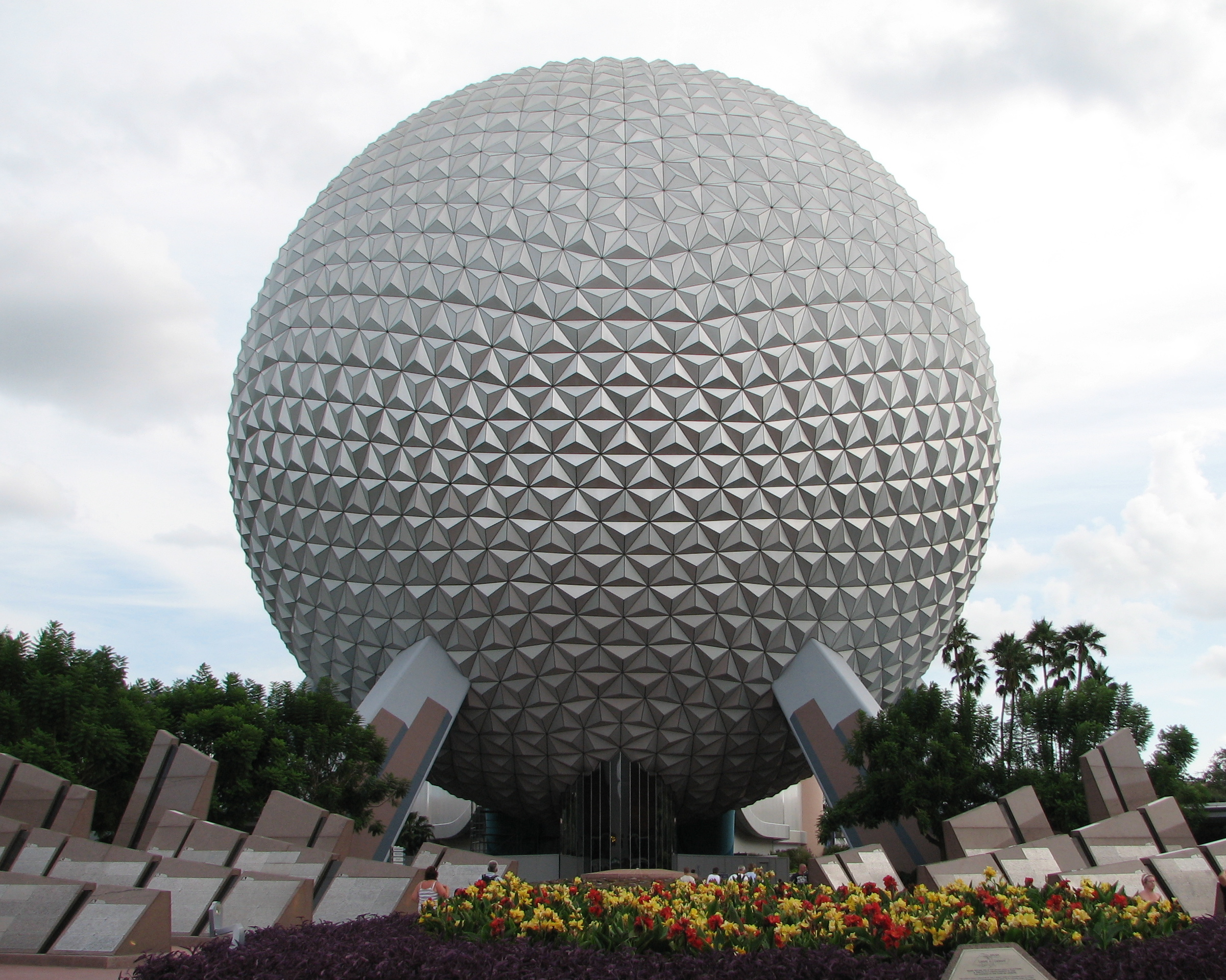
Het exterieur van de achtbaan Eurosat is geïnspireerd op het exterieur van de darkride Spaceship Earth
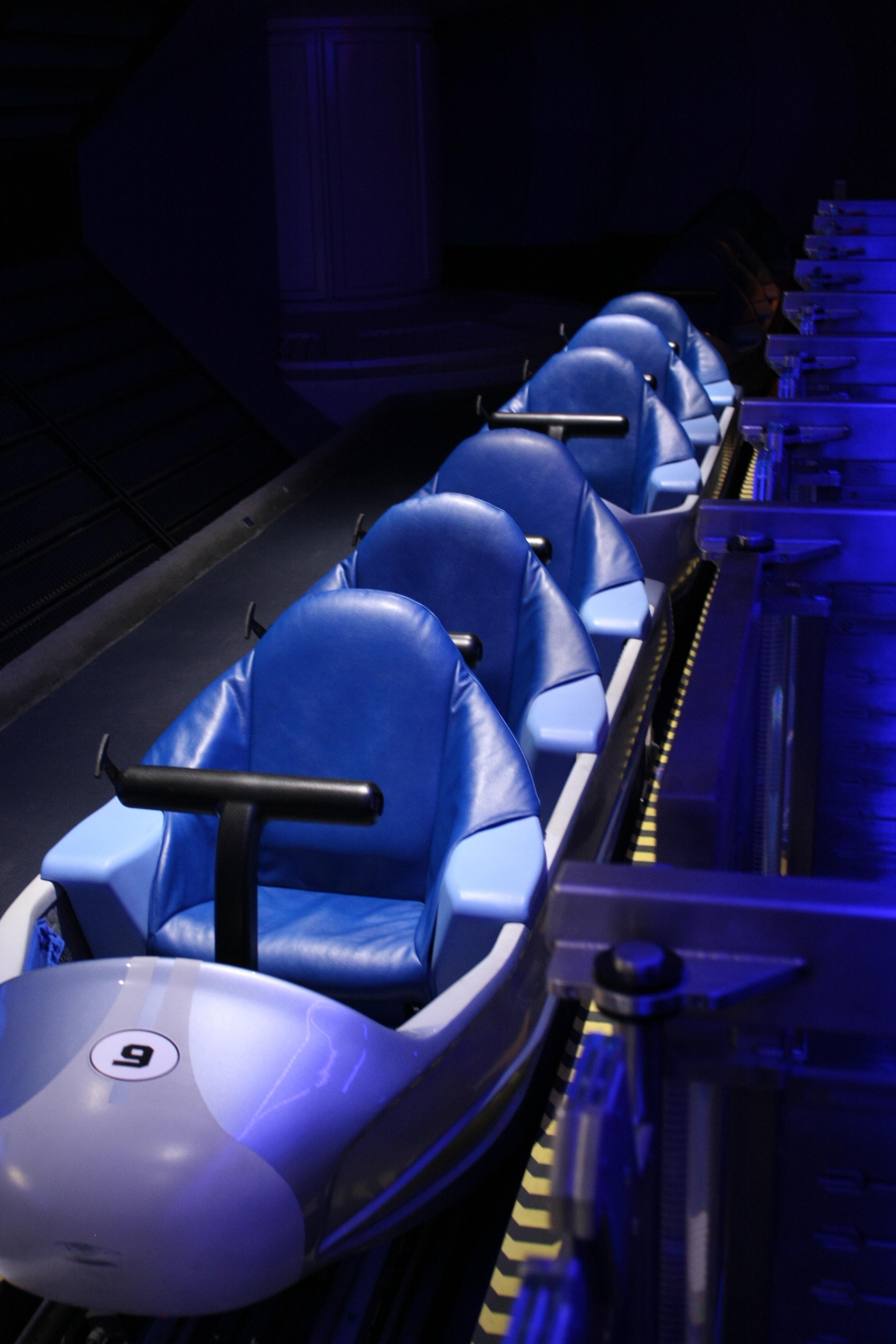
De rit van de achtbaan Eurosat was gebaseerd op de Disney-attractie Space Mountain in Disneyland Anaheim
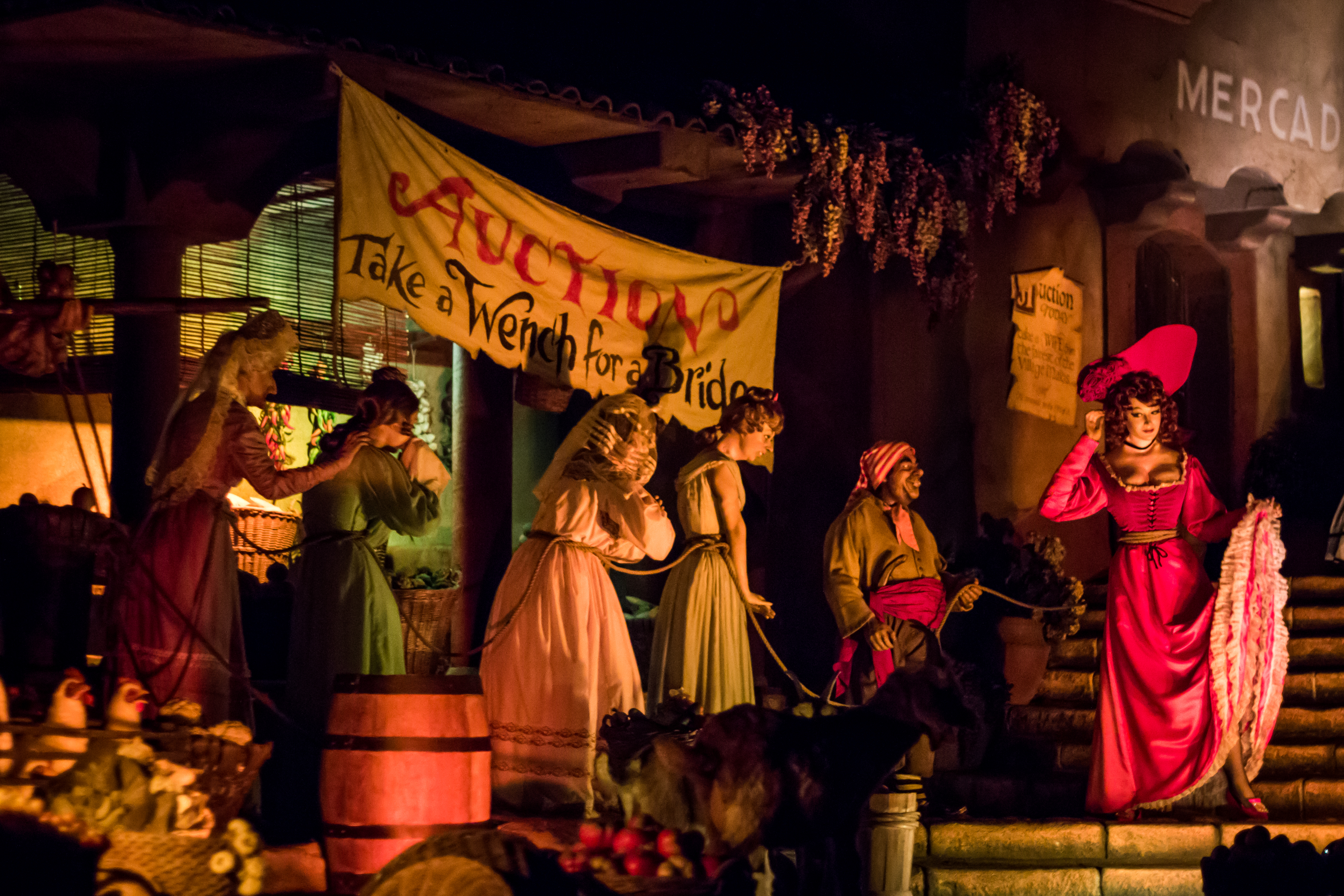
Piraten in Batavia was compleet geïnspireerd op de Disney-attractie Pirates of the Caribbean
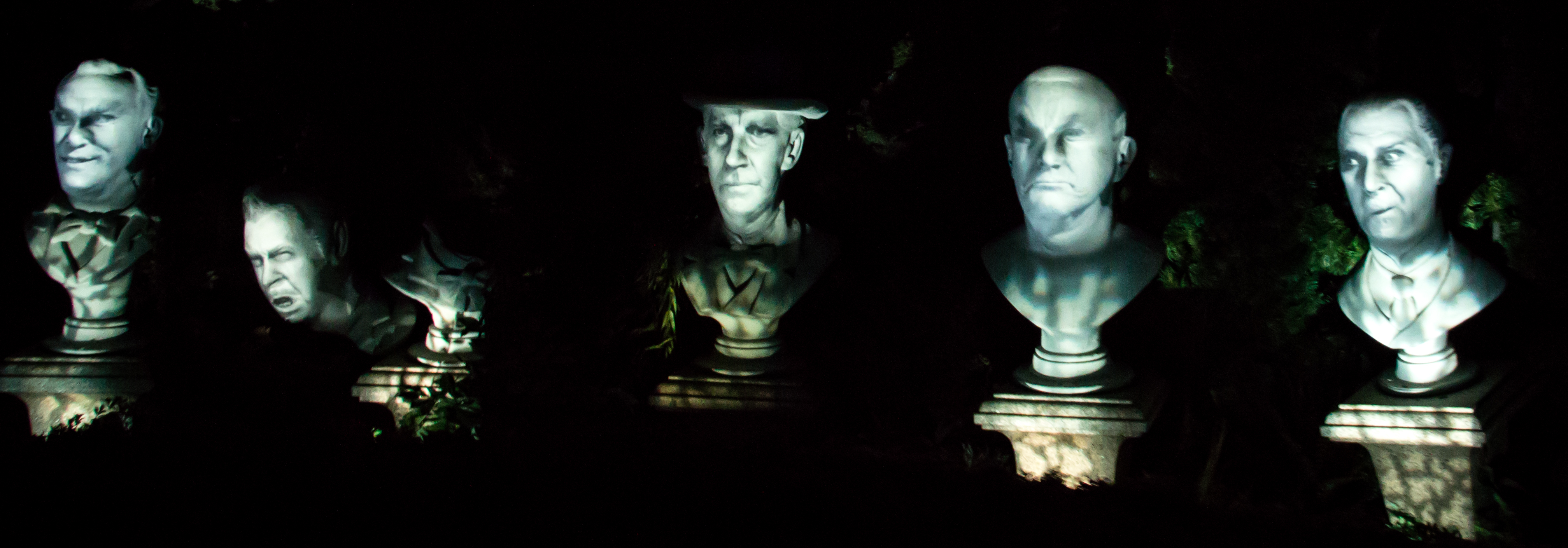
De zingende bustes uit de Disney-darkride Haunted Mansion zijn ook terug te vinden in het Geisterschloss
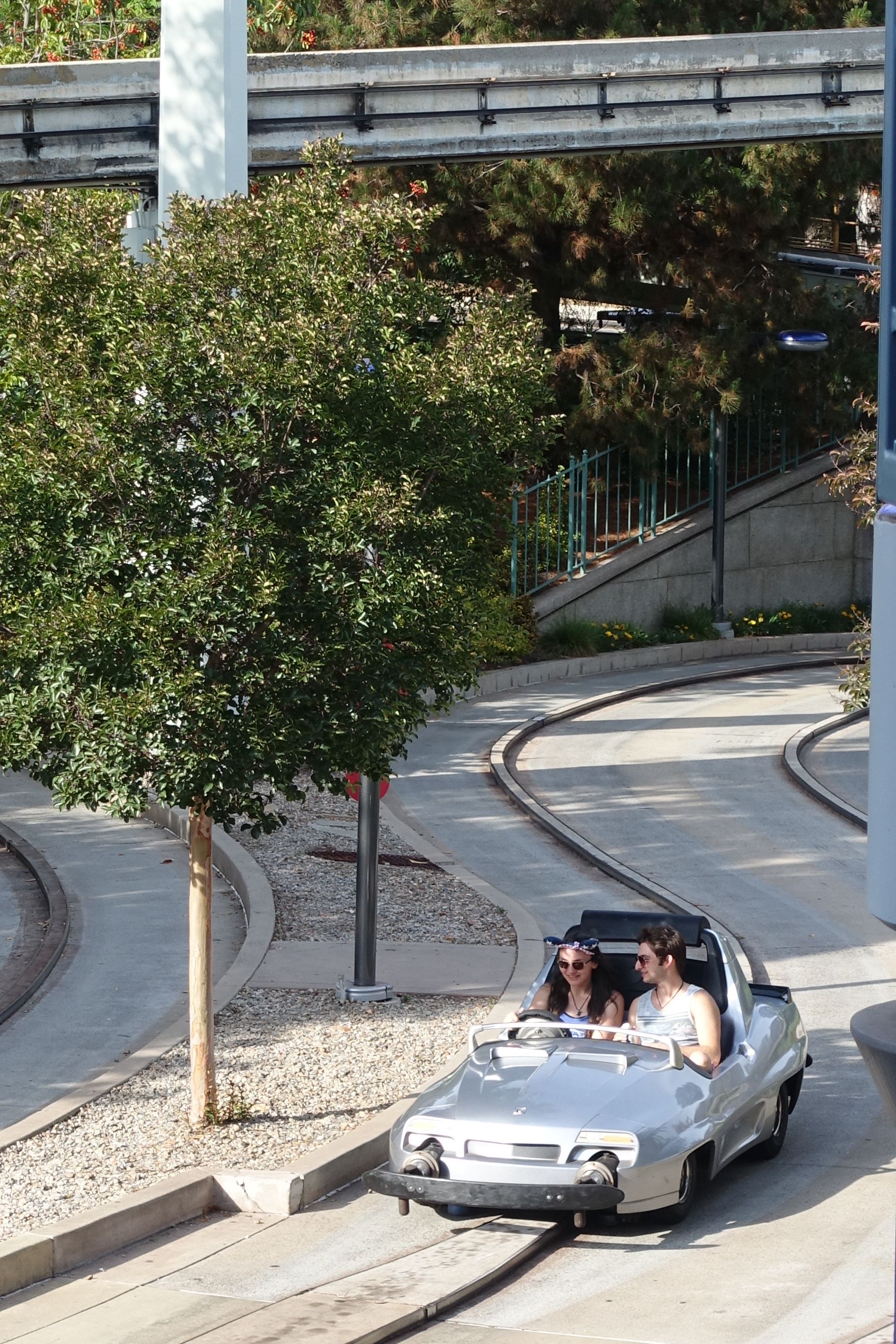
Autopia leverde de inspiratie voor Silverstone Piste
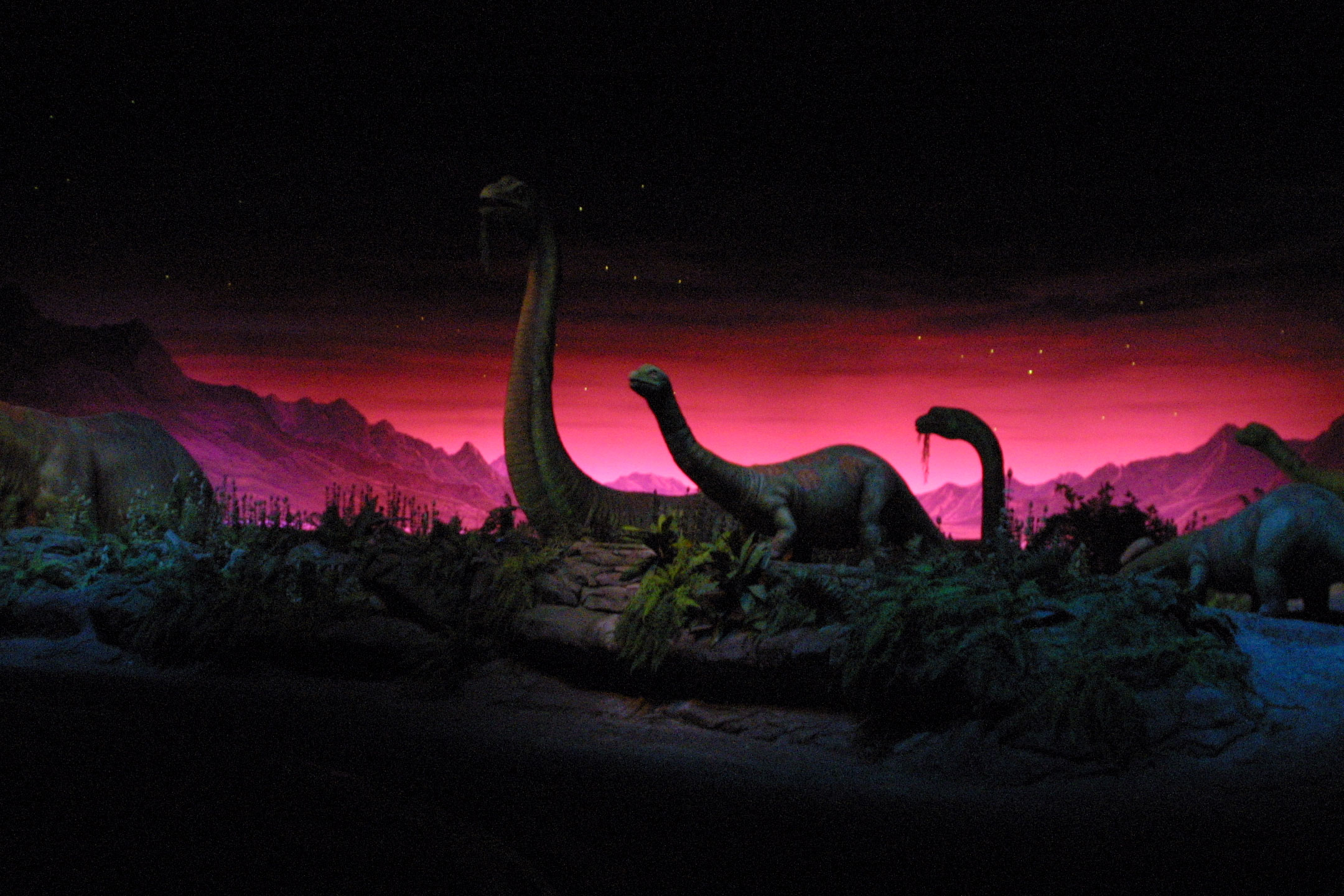
Universe of Energy in Epcot leverde de inspiratie voor Universum der Energie
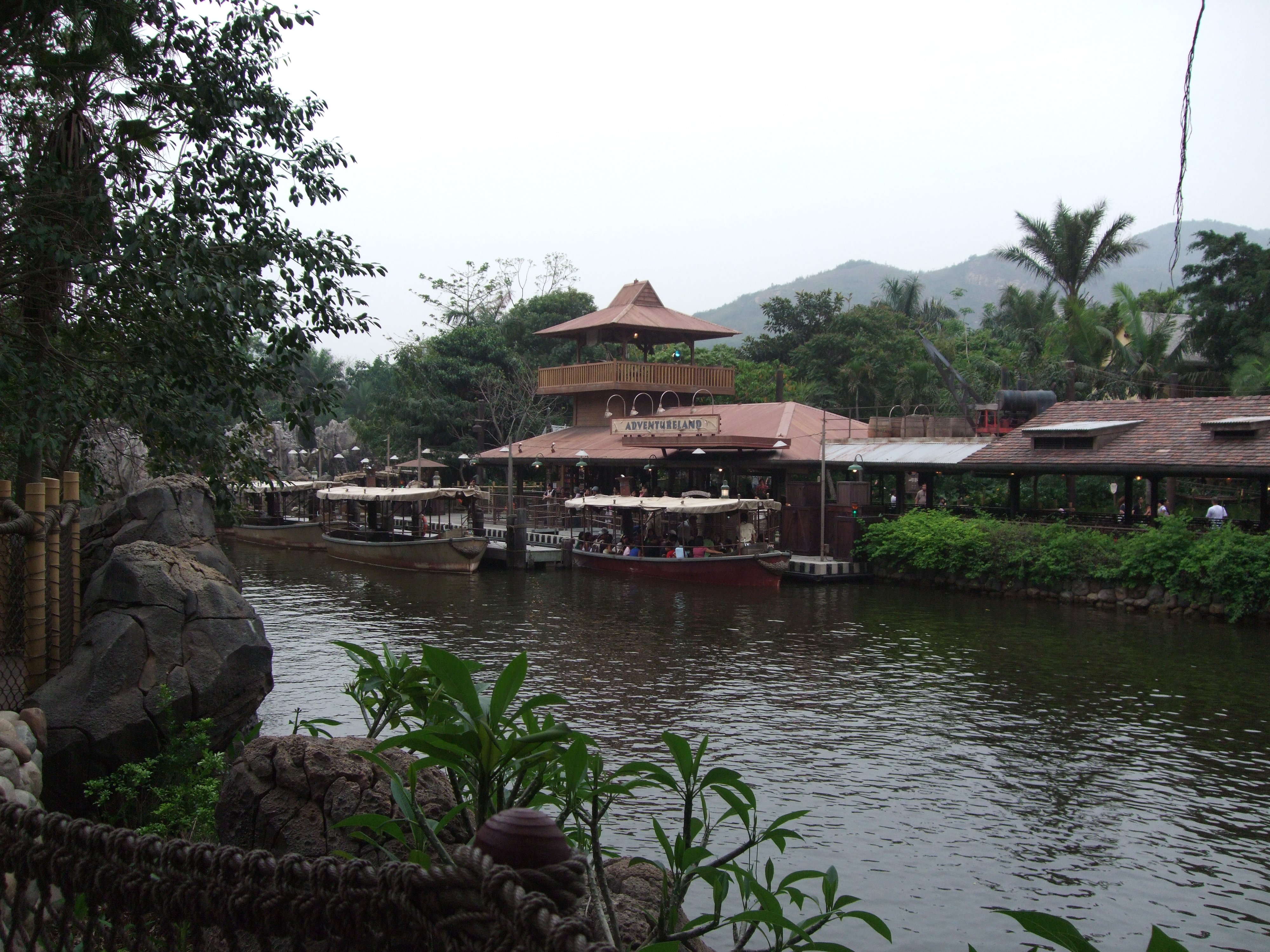
African Queen is gebaseerd op Jungle Cruise.
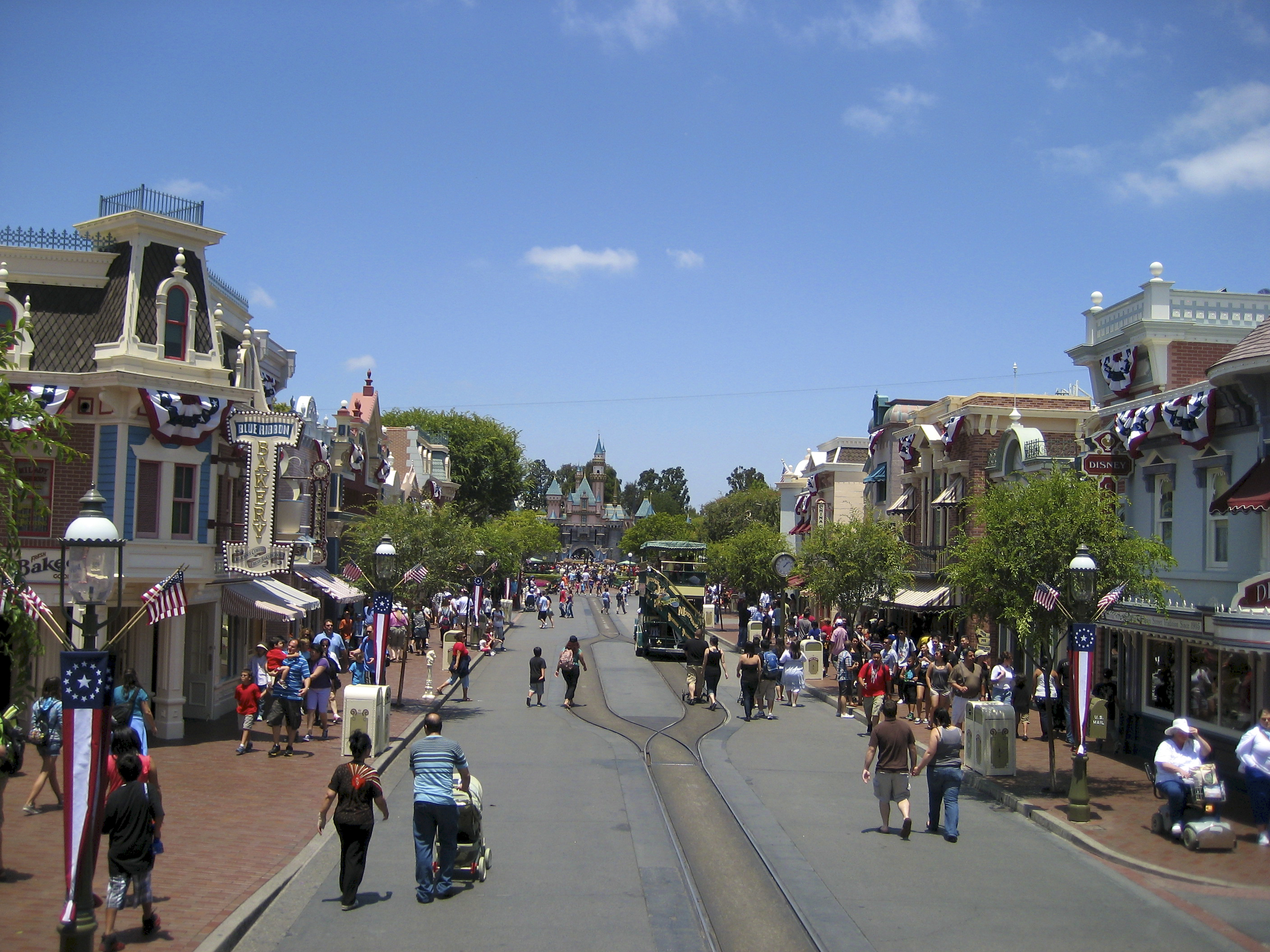
Main Street U.S.A. in het Disneyland Park (Anaheim)

## Bezoekersaantallen
| Jaartal | Bezoekersaantal |
| ------- | --------------- |
| 2022    | 6.000.000       |
| 2021    | 3.000.000       |
| 2020    | 2.500.000       |
| 2019    | 5.700.000       |
| 2018    | 5.600.000       |
| 2017    | 5.600.000       |
| 2016    | 5.500.000       |
| 2015    | 5.500.000       |
| 2014    | 5.000.000       |
| 2013    | 4.900.000       |
| 2012    | 4.600.000       |
| 2011    | 4.500.000       |
| 2010    | 4.300.000       |
| 2005    | 4.000.000       |
| 1975    | 250.000         |

## Infrastructuur

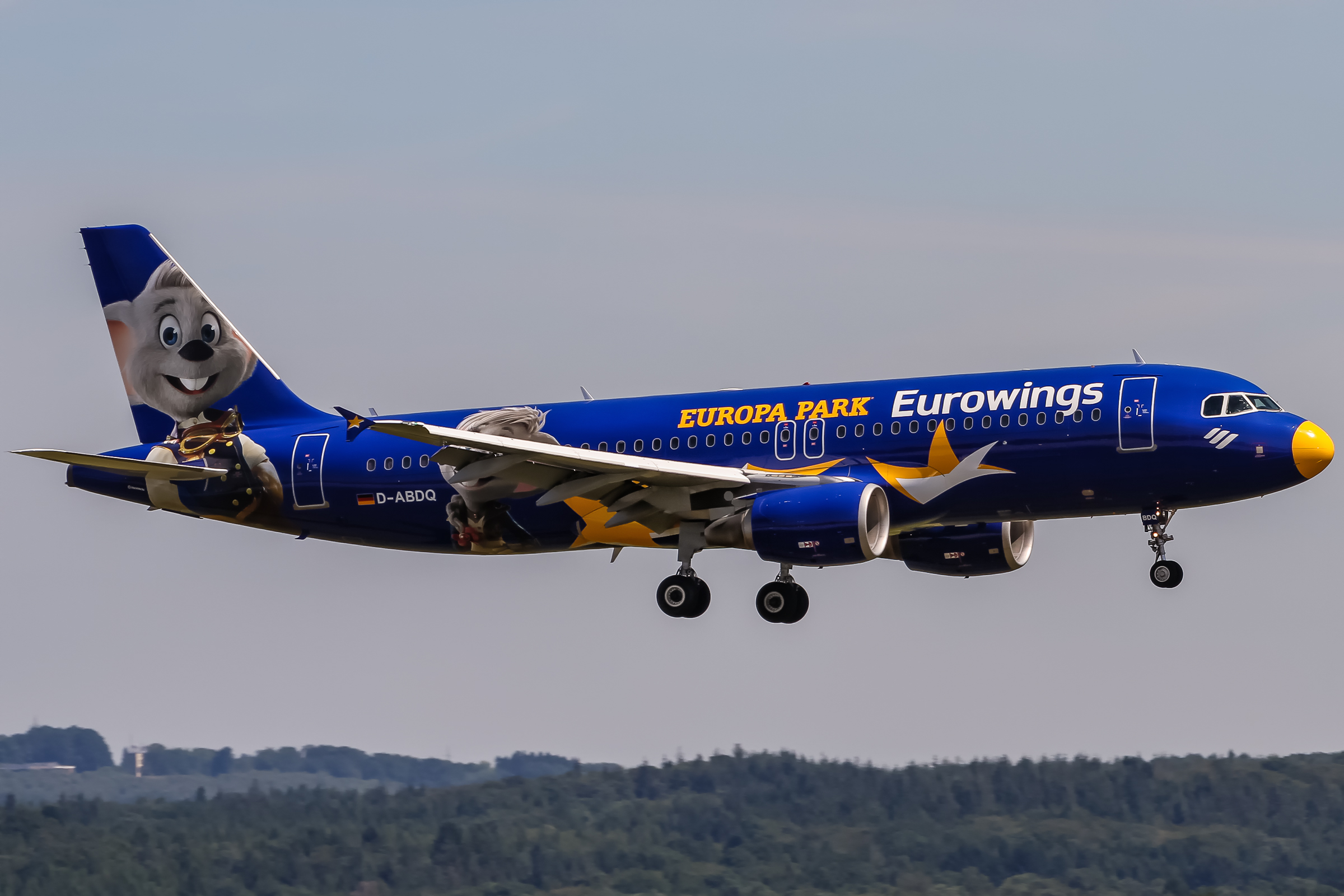
Reclame op een vliegtuig van Eurowings.

Europa-Park ligt nabij de Bundesautobahn 5. Vanaf afslag 57B van die autosnelweg bevindt zich de K5349, een weg met 2×1 rijstroken met in het midden een wisselstrook. 's Ochtends opent de wisselstrook in de richting van het attractiepark en 's middags opent de wisselstrook in oostelijke richting. De weg heeft diverse ongelijkvloerse aansluitingen naar Rulantica en het hotelresort. De straatnamen rondom het attractiepark verwijzen naar het attractiepark en de grondleggers zoals Europa-Park-Straße en de Roland-Mack-Ring. De K5349 is geopend op 22 maart 2002. Voor deze tijd moesten bezoekers via de toenmalige afslag 57 naar het park rijden. Dit leidde tot vertragingen en overlast in het noordelijker gelegen dorp Grafenhausen.
Het dichtstbijzijnde treinstation bevindt zich in het oostelijk gelegen dorp Ringsheim. Tussen het treinstation en het attractiepark rijden pendelbussen.
Europa-Park bezit een zeppelin. Deze heeft een commerciële en recreatieve functie. Ook heeft luchtvaartmaatschappij Eurowings een vliegtuig waarvan de buitenkant volledig geverfd is met het logo en de mascottes van het park.